# Anh trai vượt ngàn chông gai (mùa 1)
Mùa đầu tiên của chương trình Anh trai vượt ngàn chông gai được phát sóng trên kênh truyền hình VTV3 từ ngày 29 tháng 6 đến ngày 19 tháng 10 năm 2024.
Sau chương trình, 17 anh tài đã được gia nhập để tạo nên đội hình "gia tộc toàn năng", bao gồm Bằng Kiều, Tự Long, Đinh Tiến Đạt, Tiến Luật, Đỗ Hoàng Hiệp, Thanh Duy, Quốc Thiên, Binz, Cường Seven, Jun Phạm, BB Trần, S.T Sơn Thạch, Rhymastic, (S)TRONG Trọng Hiếu, Soobin, Kay Trần và Bùi Công Nam.

## Lịch sử sản xuất
Ngày 25 tháng 1 năm 2024, nhà sản xuất thông qua fanpage chính thức của chương trình Chị đẹp đạp gió rẽ sóng đã thông báo sản xuất và phát sóng chương trình Anh trai vượt ngàn chông gai, phiên bản Việt hóa của chương trình truyền hình Call Me by Fire của Mango TV (Trung Quốc).
Từ ngày 23 tháng 6 (khoảng một tuần trước ngày lên sóng chính thức), chương trình lần lượt công bố hình hiệu, teaser chương trình, teaser MV chính thức và trailer chính thức của chương trình. Đến ngày 28 tháng 6, MV ca khúc chính thức của chương trình mang tên "Hỏa ca" được ra mắt.
Tối ngày 26 tháng 6, buổi họp báo của mùa đầu tiên được tổ chức tại thành phố Hồ Chí Minh, với sự tham gia của hầu hết các anh tài (trừ nghệ sĩ Tự Long vắng mặt do có lịch trình riêng) cùng một số nghệ sĩ khách mời. Trong buổi họp báo, đại diện nhà sản xuất cho biết, chương trình không tìm ra nhóm nhạc như ở Chị đẹp đạp gió rẽ sóng, thay vào đó chương trình đi tìm một "gia tộc toàn năng", tức là những người chiến thắng. Nhà sản xuất quan niệm rằng đây là một hành trình đẹp với đích đến ý nghĩa, và không bắt buộc các anh tài phải đi biểu diễn cùng nhau sau khi chương trình kết thúc. Trước những ý kiến cho rằng bình chọn của 350 khán giả không phải đại diện cho số đông, đại diện nhà sản xuất khẳng định chương trình có đơn vị kiểm toán độc lập để kiểm soát kết quả; bình chọn của khán giả tại trường quay được đại diện khẳng định là sẽ chỉ mang tính nhất thời và không đại diện cho tất cả khán giả.

## Ban nhân sự và dẫn chương trình
Những nhân vật chính trong đội ngũ thực hiện mùa đầu tiên của chương trình đã được công bố vào đầu tháng 4 năm 2024. Đinh Hà Uyên Thư đảm nhận vai trò tổng đạo diễn sân khấu, SlimV làm giám đốc âm nhạc, Anh Tuấn và Khánh Vy đảm nhiệm việc dẫn dắt chương trình, Đặng Thiếu Ngân giữ vị trí cố vấn nội dung và Trần Quốc Vương làm đạo diễn hình ảnh sân khấu. Quỳnh Lương cũng xuất hiện trong chương trình với vai trò "chị đẹp búp non" đại diện cho nhà tài trợ Búp Non Tea 365, đồng thời còn làm người dẫn dắt cho các hoạt động ngoại khóa và đêm chung kết.

## Danh sách "anh tài"
Có tất cả 33 nam nghệ sĩ (được gọi là các anh tài) được chương trình lần lượt công bố trong tháng 4 và tháng 5 năm 2024. Hầu hết các anh tài tham dự đều trên 30 tuổi, chỉ có hai anh tài là ở gần độ tuổi 30 khi tham gia chương trình. Theo chia sẻ của đơn vị sản xuất, một số tiêu chí khi lựa chọn các anh tài bao gồm việc phải có thành tích, tác phẩm tạo được dấu ấn; phải có nhiều tài năng, trí tuệ và khả năng lãnh đạo; và phải có tinh thần thiếu niên nhiệt huyết để có thể "vượt mọi chông gai". Các anh tài đều phải trải qua quá trình tập luyện để tham gia vào các đêm công diễn. Sau khi kết thúc năm đêm công diễn và hai đêm chung kết, chương trình chọn ra các anh tài chiến thắng để góp mặt trong đội hình "gia tộc toàn năng". 
Danh sách dưới đây gồm tất cả các nghệ sĩ nam tham gia mùa đầu tiên của chương trình, theo thứ tự bị loại ở từng đêm công diễn và đêm chung kết.
- GIA TỘC TOÀN NĂNG  Anh tài gia nhập "gia tộc anh tài toàn năng".
- TOP 23  Anh tài không gia nhập "gia tộc anh tài toàn năng" trong đêm chung kết.
- LOẠI (CDn)  Anh tài bị loại khỏi chương trình và thứ tự đêm công diễn bị loại.

| Anh tài              | Nghề nghiệp                               | Năm sinh | Số năm hoạt động | Kết quả chung cuộc | Kết quả chung cuộc | Kết quả chung cuộc |
| -------------------- | ----------------------------------------- | -------- | ---------------- | ------------------ | ------------------ | ------------------ |
| Bằng Kiều            | Ca sĩ                                     | 1973     | 35               | GIA TỘC TOÀN NĂNG  | GIA TỘC TOÀN NĂNG  | GIA TỘC TOÀN NĂNG  |
| Tự Long              | Nghệ sĩ chèo/Diễn viên                    | 1973     | 25               | GIA TỘC TOÀN NĂNG  | GIA TỘC TOÀN NĂNG  | GIA TỘC TOÀN NĂNG  |
| Đinh Tiến Đạt        | Rapper/Ca sĩ/Vũ công/Doanh nhân           | 1981     | 29               | GIA TỘC TOÀN NĂNG  | GIA TỘC TOÀN NĂNG  | GIA TỘC TOÀN NĂNG  |
| Tiến Luật            | Diễn viên                                 | 1982     | 25               | GIA TỘC TOÀN NĂNG  | GIA TỘC TOÀN NĂNG  | GIA TỘC TOÀN NĂNG  |
| Đỗ Hoàng Hiệp        | Ca sĩ/Nhạc sĩ                             | 1986     | 28               | GIA TỘC TOÀN NĂNG  | GIA TỘC TOÀN NĂNG  | GIA TỘC TOÀN NĂNG  |
| Thanh Duy            | Ca sĩ                                     | 1986     | 17               | GIA TỘC TOÀN NĂNG  | GIA TỘC TOÀN NĂNG  | GIA TỘC TOÀN NĂNG  |
| Quốc Thiên           | Ca sĩ                                     | 1988     | 16               | GIA TỘC TOÀN NĂNG  | GIA TỘC TOÀN NĂNG  | GIA TỘC TOÀN NĂNG  |
| Binz                 | Rapper/Ca sĩ/Nhạc sĩ                      | 1988     | 14               | GIA TỘC TOÀN NĂNG  | GIA TỘC TOÀN NĂNG  | GIA TỘC TOÀN NĂNG  |
| Cường Seven          | Ca sĩ/Vũ công/Diễn viên                   | 1989     | 14               | GIA TỘC TOÀN NĂNG  | GIA TỘC TOÀN NĂNG  | GIA TỘC TOÀN NĂNG  |
| Jun Phạm             | Ca sĩ/Diễn viên                           | 1989     | 14               | GIA TỘC TOÀN NĂNG  | GIA TỘC TOÀN NĂNG  | GIA TỘC TOÀN NĂNG  |
| BB Trần              | Diễn viên                                 | 1990     | 15               | GIA TỘC TOÀN NĂNG  | GIA TỘC TOÀN NĂNG  | GIA TỘC TOÀN NĂNG  |
| S.T Sơn Thạch        | Ca sĩ/Diễn viên/Vũ công                   | 1990     | 25               | GIA TỘC TOÀN NĂNG  | GIA TỘC TOÀN NĂNG  | GIA TỘC TOÀN NĂNG  |
| Rhymastic            | Nhạc sĩ/Ca sĩ/Rapper/Nhà sản xuất âm nhạc | 1991     | 15               | GIA TỘC TOÀN NĂNG  | GIA TỘC TOÀN NĂNG  | GIA TỘC TOÀN NĂNG  |
| (S)TRONG Trọng Hiếu  | Ca sĩ/Vũ công                             | 1992     | 9                | GIA TỘC TOÀN NĂNG  | GIA TỘC TOÀN NĂNG  | GIA TỘC TOÀN NĂNG  |
| Soobin               | Ca sĩ/Nhạc sĩ                             | 1992     | 14               | GIA TỘC TOÀN NĂNG  | GIA TỘC TOÀN NĂNG  | GIA TỘC TOÀN NĂNG  |
| Kay Trần             | Ca sĩ/Rapper/Vũ công                      | 1994     | 10               | GIA TỘC TOÀN NĂNG  | GIA TỘC TOÀN NĂNG  | GIA TỘC TOÀN NĂNG  |
| Bùi Công Nam         | Ca sĩ/Nhạc sĩ                             | 1994     | 7                | GIA TỘC TOÀN NĂNG  | GIA TỘC TOÀN NĂNG  | GIA TỘC TOÀN NĂNG  |
| Phan Đinh Tùng       | Ca sĩ/Nhạc sĩ                             | 1976     | 25               | TOP 23             |                    |                    |
| Tuấn Hưng            | Ca sĩ                                     | 1978     | 29               | TOP 23             |                    |                    |
| Hà Lê                | Ca sĩ/Rapper/Vũ công                      | 1984     | 20               | TOP 23             |                    |                    |
| Thiên Minh           | Nhiếp ảnh gia                             | 1990     | 16               | TOP 23             |                    |                    |
| Kiên Ứng             | Giám đốc sáng tạo/Đạo diễn                | 1992     | 14               | TOP 23             |                    |                    |
| Duy Khánh            | Diễn viên/MC                              | 1995     | 16               | TOP 23             |                    |                    |
| Trương Thế Vinh      | Ca sĩ/Diễn viên                           | 1984     | 22               | LOẠI (CD5)         | LOẠI (CD5)         | LOẠI (CD5)         |
| Tăng Phúc            | Ca sĩ                                     | 1990     | 7                | LOẠI (CD5)         | LOẠI (CD5)         | LOẠI (CD5)         |
| Liên Bỉnh Phát       | Diễn viên                                 | 1990     | 7                | LOẠI (CD5)         | LOẠI (CD5)         | LOẠI (CD5)         |
| Phạm Khánh Hưng      | Ca sĩ/Nhạc sĩ                             | 1982     | 25               | LOẠI (CD4)         | LOẠI (CD4)         | LOẠI (CD4)         |
| Đăng Khôi            | Ca sĩ                                     | 1983     | 20               | LOẠI (CD4)         | LOẠI (CD4)         | LOẠI (CD4)         |
| Nguyễn Trần Duy Nhất | Võ sĩ muay Thái                           | 1989     | 29               | LOẠI (CD4)         | LOẠI (CD4)         | LOẠI (CD4)         |
| Neko Lê              | Đạo diễn/Rapper                           | 1990     | 15               | LOẠI (CD4)         | LOẠI (CD4)         | LOẠI (CD4)         |
| Hồng Sơn             | Cầu thủ bóng đá                           | 1970     | 35               | LOẠI (CD3)         | LOẠI (CD3)         | LOẠI (CD3)         |
| Thành Trung          | MC/Diễn viên                              | 1983     | 21               | LOẠI (CD2)         | LOẠI (CD2)         | LOẠI (CD2)         |
| HuyR                 | Ca sĩ/Nhạc sĩ                             | 1995     | 9                | LOẠI (CD2)         | LOẠI (CD2)         | LOẠI (CD2)         |

## Khách mời
Dưới đây là danh sách các nhân vật khách mời tham gia mùa đầu tiên của chương trình.
| Khách mời        | Nghề nghiệp                            | Vai trò                                                                                 | Tập  |
| ---------------- | -------------------------------------- | --------------------------------------------------------------------------------------- | ---- |
| Khánh Vy         | MC                                     | Dẫn chương trình                                                                        | 1, 2 |
| Hương Ly         | Ca sĩ                                  | Dẫn chương trình                                                                        | 1, 2 |
| Diệp Lâm Anh     | Vũ công/Ca sĩ                          | Giám khảo phần thi nấu ăn                                                               | 7    |
| H'Hen Niê        | Người mẫu                              | Giám khảo phần thi nấu ăn                                                               | 7    |
| Nguyễn Việt Hùng | Nghệ nhân trà                          | Chuyên viên hái trà Đà Lạt Giám khảo phần thi hái búp non trà một tôm hai lá của Đà Lạt | 9    |
| Hữu Quốc         | Nghệ sĩ cải lương                      | Khách mời hỗ trợ cùng nhà Mứt gừng trong tiết mục "Dạ cổ hoài lang"                     | 10   |
| Thu Huyền        | Nghệ sĩ chèo                           | Khách mời hỗ trợ cùng nhà Trẻ trong tiết mục "Đào liễu"                                 | 10   |
| Anh Tấn          | Nhạc sĩ nhã nhạc cung đình Huế         | Khách mời hỗ trợ cùng nhà Chín muồi trong tiết mục "Mưa trên phố Huế"                   | 10   |
| Hồ Nga           | Nghệ sĩ nhã nhạc cung đình Huế         | Khách mời hỗ trợ cùng nhà Chín muồi trong tiết mục "Mưa trên phố Huế"                   | 10   |
| Mặt Trời Đỏ      | Nhóm trình diễn nhã nhạc cung đình Huế | Khách mời hỗ trợ cùng nhà Chín muồi trong tiết mục "Mưa trên phố Huế"                   | 10   |
| Đinh Nhật Minh   | Nghệ sĩ sáo mèo                        | Khách mời hỗ trợ cùng nhà Cá lớn trong tiết mục "Chiếc khăn piêu"                       | 10   |
| Noo Phước Thịnh  | Ca sĩ                                  | Khách mời biểu diễn đêm chung kết                                                       | 14   |
| LUNAS            | Nhóm nhạc                              | Khách mời biểu diễn đêm chung kết                                                       | 14   |
| Mỹ Mỹ            | Ca sĩ                                  | Khách mời biểu diễn đêm chung kết                                                       | 15   |

## Nội dung chương trình

### Sân khấu ra mắt: Who Am I? – Hãy gọi tôi là
Đây là sân khấu đầu tiên của các anh tài khi đến với chương trình, diễn ra dưới hình thức một đêm hòa nhạc. Tại đây, 33 anh tài được chia vào tám nhóm khác nhau dựa trên ba tiêu chí chính: sự đồng điệu (ba nhóm), sự tương phản (hai nhóm) và sự bổ trợ (ba nhóm). Các thành viên trong mỗi nhóm lần lượt trình diễn tiết mục cá nhân, sau đó là tiết mục chung của cả nhóm. Các nhóm anh tài có 48 tiếng để chuẩn bị trước khi lên sân khấu. 350 khán giả tại trường quay tham gia bình chọn cho các anh tài sau khi kết thúc phần trình diễn của từng nhóm, thành viên có số điểm bình chọn cao nhất trong nhóm sẽ nhận được 300 điểm hỏa lực tăng cường. Vào cuối đêm diễn, các khán giả bình chọn cho ba anh tài được yêu thích nhất, với một phiếu bình chọn từ khán giả tương ứng 10 điểm hỏa lực.
Hoàng Oanh và Hương Ly, hai nghệ sĩ từ mùa đầu tiên của chương trình Chị đẹp đạp gió rẽ sóng, là hai người dẫn chương trình khách mời cho đêm hòa nhạc này.
| Các phần trình diễn tại sân khấu ra mắt | Các phần trình diễn tại sân khấu ra mắt | Các phần trình diễn tại sân khấu ra mắt | Các phần trình diễn tại sân khấu ra mắt                                              | Các phần trình diễn tại sân khấu ra mắt                                          | Các phần trình diễn tại sân khấu ra mắt                              | Các phần trình diễn tại sân khấu ra mắt                              | Các phần trình diễn tại sân khấu ra mắt                              |
| #                                       | Nhóm                                    | Anh tài                                 | Bài hát thể hiện (Tác giả)                                                           | Bài hát thể hiện (Tác giả)                                                       | Điểm bình chọn                                                       | Điểm hỏa lực                                                         | Điểm hỏa lực cá nhân                                                 |
| Tập 1 (29 tháng 6 năm 2024)             | Tập 1 (29 tháng 6 năm 2024)             | Tập 1 (29 tháng 6 năm 2024)             | Tập 1 (29 tháng 6 năm 2024)                                                          | Tập 1 (29 tháng 6 năm 2024)                                                      | Tập 1 (29 tháng 6 năm 2024)                                          | Tập 1 (29 tháng 6 năm 2024)                                          | Tập 1 (29 tháng 6 năm 2024)                                          |
| --------------------------------------- | --------------------------------------- | --------------------------------------- | ------------------------------------------------------------------------------------ | -------------------------------------------------------------------------------- | -------------------------------------------------------------------- | -------------------------------------------------------------------- | -------------------------------------------------------------------- |
| 1                                       | Anh tài huyền thoại                     | Tuấn Hưng                               | "Quả táo vàng" (Phúc Bồ)                                                             | "Quê hương tuổi thơ tôi" & "Nếu có yêu tôi" (Từ Huy, Trần Duy Đức, Ngô Tịnh Yên) | 1260                                                                 | 300                                                                  | 480                                                                  |
| 1                                       | Anh tài huyền thoại                     | Bằng Kiều                               | "Hè muộn" (Bằng Kiều)                                                                | "Quê hương tuổi thơ tôi" & "Nếu có yêu tôi" (Từ Huy, Trần Duy Đức, Ngô Tịnh Yên) | 470                                                                  | 0                                                                    | 130                                                                  |
| 1                                       | Anh tài huyền thoại                     | Tự Long                                 | "Tình đất" (Tuấn Phương)                                                             | "Quê hương tuổi thơ tôi" & "Nếu có yêu tôi" (Từ Huy, Trần Duy Đức, Ngô Tịnh Yên) | 830                                                                  | 0                                                                    | 160                                                                  |
| 1                                       | Anh tài huyền thoại                     | Hồng Sơn                                | "Niềm tin chiến thắng" (Lê Quang)                                                    | "Quê hương tuổi thơ tôi" & "Nếu có yêu tôi" (Từ Huy, Trần Duy Đức, Ngô Tịnh Yên) | 390                                                                  | 0                                                                    | 130                                                                  |
| 2                                       | Nam thần rực lửa                        | Kay Trần                                | "Đường vào tim em" (Phúc Bồ)                                                         | "Nước hoa" (Hoàng Tôn, Melyd K)                                                  | 1100                                                                 | 0                                                                    | 520                                                                  |
| 2                                       | Nam thần rực lửa                        | Soobin                                  | "Giá như" (Soobin, SlimV)                                                            | "Nước hoa" (Hoàng Tôn, Melyd K)                                                  | 1190                                                                 | 300                                                                  | 780                                                                  |
| 2                                       | Nam thần rực lửa                        | Cường Seven                             | "Quên lối về" (Cường Seven, Doesn't K, Quân R.E.V, APJ, Touliver)                    | "Nước hoa" (Hoàng Tôn, Melyd K)                                                  | 440                                                                  | 0                                                                    | 230                                                                  |
| 2                                       | Nam thần rực lửa                        | Kiên Ứng                                | "Diamond" (Lil Wuyn)                                                                 | "Nước hoa" (Hoàng Tôn, Melyd K)                                                  | 230                                                                  | 0                                                                    | 260                                                                  |
| 3                                       | Anh tài sục sôi                         | Phan Đinh Tùng                          | "Bởi vì anh yêu em" (Phan Đinh Tùng)                                                 | "Đón bình minh" (Khắc Hưng)                                                      | 1390                                                                 | 300                                                                  | 440                                                                  |
| 3                                       | Anh tài sục sôi                         | Thành Trung                             | "Chiếc khăn gió ấm" (Nguyễn Văn Chung)                                               | "Đón bình minh" (Khắc Hưng)                                                      | 1050                                                                 | 0                                                                    | 80                                                                   |
| 3                                       | Anh tài sục sôi                         | Đỗ Hoàng Hiệp                           | "Trống vắng" (Quốc Hùng)                                                             | "Đón bình minh" (Khắc Hưng)                                                      | 520                                                                  | 0                                                                    | 100                                                                  |
| Tập 2 (6 tháng 7 năm 2024)              |                                         |                                         |                                                                                      |                                                                                  |                                                                      |                                                                      |                                                                      |
| 4                                       | Anh tài bí ẩn                           | (S)TRONG Trọng Hiếu                     | "Rise Up" ((S)TRONG Trọng Hiếu, Scott Quinn, Ningyuan Jiang, Samuel Dick)            | "Người lạ ơi" (Châu Đăng Khoa, Neko Lê, PJPO, (S)TRONG Trọng Hiếu)               | 300                                                                  | 0                                                                    | 230                                                                  |
| 4                                       | Anh tài bí ẩn                           | S.T Sơn Thạch                           | "Thật xa thật gần" (Andiez Nam Trương)                                               | "Người lạ ơi" (Châu Đăng Khoa, Neko Lê, PJPO, (S)TRONG Trọng Hiếu)               | 810                                                                  | 0                                                                    | 450                                                                  |
| 4                                       | Anh tài bí ẩn                           | Thanh Duy                               | "Tình anh bán chiếu" (Thanh Duy)                                                     | "Người lạ ơi" (Châu Đăng Khoa, Neko Lê, PJPO, (S)TRONG Trọng Hiếu)               | 460                                                                  | 0                                                                    | 250                                                                  |
| 4                                       | Anh tài bí ẩn                           | BB Trần                                 | "Cánh hồng phai" (Dương Khắc Linh, Hoàng Huy Long)                                   | "Người lạ ơi" (Châu Đăng Khoa, Neko Lê, PJPO, (S)TRONG Trọng Hiếu)               | 880                                                                  | 300                                                                  | 880                                                                  |
| 4                                       | Anh tài bí ẩn                           | Neko Lê                                 | "Yêu em dại khờ" (Nguyên Jenda, Neko Lê)                                             | "Người lạ ơi" (Châu Đăng Khoa, Neko Lê, PJPO, (S)TRONG Trọng Hiếu)               | 510                                                                  | 0                                                                    | 380                                                                  |
| 5                                       | Anh tài nham thạch                      | Binz                                    | "Men Cry" (Binz)                                                                     | "Khiến nó ngầu" (Đinh Tiến Đạt, Binz, Rhymastic, Kriss Ngô)                      | 1290                                                                 | 300                                                                  | 710                                                                  |
| 5                                       | Anh tài nham thạch                      | Rhymastic                               | "Lặng" (Rhymastic)                                                                   | "Khiến nó ngầu" (Đinh Tiến Đạt, Binz, Rhymastic, Kriss Ngô)                      | 970                                                                  | 0                                                                    | 330                                                                  |
| 5                                       | Anh tài nham thạch                      | Đinh Tiến Đạt                           | "Tặng anh cho cô ấy" (Hứa Kim Tuyền, Hương Giang)                                    | "Khiến nó ngầu" (Đinh Tiến Đạt, Binz, Rhymastic, Kriss Ngô)                      | 340                                                                  | 0                                                                    | 210                                                                  |
| 5                                       | Anh tài nham thạch                      | Hà Lê                                   | "Quay lại giường đi em" (Khắc Hưng, Hà Lê)                                           | "Khiến nó ngầu" (Đinh Tiến Đạt, Binz, Rhymastic, Kriss Ngô)                      | 330                                                                  | 0                                                                    | 160                                                                  |
| 6                                       | Thanh xuân học đường                    | Quốc Thiên                              | "Hơn 1000 năm sau" & "Chia cách bình yên" (Trịnh Đình Quang, Tiên Cookie)            | "Sóng tình" (Tuấn Khanh, Keepitlowkey)                                           | 1390                                                                 | 300                                                                  | 540                                                                  |
| 6                                       | Thanh xuân học đường                    | Phạm Khánh Hưng                         | "Biết làm sao để quên em" & "Không cần phải hứa đâu em" (Phạm Khánh Hưng)            | "Sóng tình" (Tuấn Khanh, Keepitlowkey)                                           | 550                                                                  | 0                                                                    | 140                                                                  |
| 6                                       | Thanh xuân học đường                    | Đăng Khôi                               | "Cô bé mùa đông" & "Thương thương thương, yêu yêu yêu" (Phạm Toàn Thắng, Lê Bá Vĩnh) | "Sóng tình" (Tuấn Khanh, Keepitlowkey)                                           | 1150                                                                 | 0                                                                    | 220                                                                  |
| 7                                       | Anh tài đa sắc                          | Duy Khánh                               | "Think of You" (Thu Thủy, Pháo)                                                      | "Anh nhà ở đâu thế?" (Lyly, B Ray)                                               | 710                                                                  | 0                                                                    | 440                                                                  |
| 7                                       | Anh tài đa sắc                          | Tăng Phúc                               | "Đừng chờ anh nữa" (Huỳnh Quốc Huy, Tony Việt)                                       | "Anh nhà ở đâu thế?" (Lyly, B Ray)                                               | 480                                                                  | 0                                                                    | 190                                                                  |
| 7                                       | Anh tài đa sắc                          | Bùi Công Nam                            | "Chúa tể" (Bùi Công Nam)                                                             | "Anh nhà ở đâu thế?" (Lyly, B Ray)                                               | 460                                                                  | 0                                                                    | 220                                                                  |
| 7                                       | Anh tài đa sắc                          | HuyR                                    | "Cô gái M52" & "Anh thanh niên" (HuyR, Tùng Viu)                                     | "Anh nhà ở đâu thế?" (Lyly, B Ray)                                               | 230                                                                  | 0                                                                    | 130                                                                  |
| 7                                       | Anh tài đa sắc                          | Jun Phạm                                | "Tân thời" (Huỳnh Hiền Năng)                                                         | "Anh nhà ở đâu thế?" (Lyly, B Ray)                                               | 1170                                                                 | 300                                                                  | 850                                                                  |
| 8                                       | Quý ông đa tình                         | Thiên Minh                              | "Cho em" & "Đôi mắt" (Wanbi Tuấn Anh, Nguyễn Hải Phong)                              | "Phía sau một cô gái" (Tiên Cookie)                                              | 470                                                                  | 0                                                                    | 260                                                                  |
| 8                                       | Quý ông đa tình                         | Tiến Luật                               | "Tình anh là đại dương" (Duy Mạnh)                                                   | "Phía sau một cô gái" (Tiên Cookie)                                              | 960                                                                  | 300                                                                  | 760                                                                  |
| 8                                       | Quý ông đa tình                         | Trương Thế Vinh                         | "Cánh hoa vụt mất" (Phạm Việt Hoàng)                                                 | "Phía sau một cô gái" (Tiên Cookie)                                              | 530                                                                  | 0                                                                    | 370                                                                  |
| 8                                       | Quý ông đa tình                         | Liên Bỉnh Phát                          | "Từng yêu" (Nguyễn Đình Dũng)                                                        | "Phía sau một cô gái" (Tiên Cookie)                                              | 680                                                                  | 0                                                                    | 250                                                                  |
| 8                                       | Quý ông đa tình                         | Nguyễn Trần Duy Nhất                    | "Vì anh thương em (Vô cùng)" (Võ Hoài Phúc, Huỳnh Tuấn Anh)                          | "Phía sau một cô gái" (Tiên Cookie)                                              | 440                                                                  | 0                                                                    | 200                                                                  |
| ĐB                                      | 33 anh tài                              | 33 anh tài                              | "Hỏa ca (Call Me by Fire)" (Charles, Touliver, GRVITY, Tinle, SlimV)                 | "Hỏa ca (Call Me by Fire)" (Charles, Touliver, GRVITY, Tinle, SlimV)             | "Hỏa ca (Call Me by Fire)" (Charles, Touliver, GRVITY, Tinle, SlimV) | "Hỏa ca (Call Me by Fire)" (Charles, Touliver, GRVITY, Tinle, SlimV) | "Hỏa ca (Call Me by Fire)" (Charles, Touliver, GRVITY, Tinle, SlimV) |

### Vòng công diễn 1: Người thiếu niên thuở nào
Trong đêm công diễn đầu tiên, các anh tài tự lập nhà mới để làm đội. 33 anh tài thành lập nhà mới theo các quy trình sau:
- Ghép cặp: Hai anh tài bất kỳ tự do bắt cặp với nhau. Tám cặp nhanh nhất bước vào phòng hội nghị, cặp vào trước có quyền lựa chọn đội hình nhà mong muốn, cặp vào sau chọn những đội hình còn lại.
- Chiêu mộ: Khi tám nhà có đủ hai thành viên đầu tiên, hai thành viên này trở lại khu vực chung và tiến hành chiêu mộ những thành viên còn lại. Anh tài nào đồng ý gia nhập tham gia ký vào bản hiệp ước có tên "Thỏa ước lập nhà".
- Bầu thủ lĩnh: Khi đội hình nhà hoàn thành, các thành viên cùng nhà tự bầu ra thủ lĩnh (chọn đội trưởng). Tám thủ lĩnh được chọn lần lượt gồm Bằng Kiều (nhà Xuân hạ thu đông), Phan Đinh Tùng (nhà KK), Đinh Tiến Đạt (nhà Tái sinh), Thành Trung (nhà Hát), Cường Seven (nhà Sao sáng), Jun Phạm (nhà Ngũ hành), (S)TRONG Trọng Hiếu (nhà Đam mê) và Duy Khánh (nhà Xương rồng).

Sau khi chọn và lập đội xong, tám đội bước vào phòng hội ngộ để chọn bài hát trình diễn và tham gia đấu giá bài hát. Quy trình được thực hiện như sau:
1. Chia điểm: Từng nhà lần lượt vào mật thất lửa để nhận điểm hỏa lực theo hình thức bí mật. Sau đó họ tham gia bàn bạc, thảo luận quyết định số điểm hỏa lực để đấu giá bài hát và số điểm hỏa lực lưu trữ.[b]
2. Đặt giá khởi điểm: Sau khi chia điểm, các nhà thảo luận chọn ra hai bài hát mình mong muốn và đặt một số điểm hỏa lực bất kỳ, trong giới hạn số điểm đem đi đấu giá vào bài hát. Trong trường hợp nhiều nhà cùng chọn một bài hát, số điểm hỏa lực cao nhất chính là giá khởi điểm để bắt đầu đấu giá bài hát đó. Với bước này, các nhà phải thực hiện bí mật.
3. Đấu giá công khai: Từ giá khởi điểm, các nhà đấu giá công khai và nhà nào đưa ra số điểm hỏa lực cao nhất giành được bài hát để trình diễn.

Trong đêm công diễn 1, các anh tài trình diễn trên sân khấu với tiết mục mà mình đã chọn, trong đó có một phần gọi là X-Part để họ có thể tự do sáng tạo không quá 50% bài hát gốc. Sau mỗi tiết mục, khi cổng bình chọn được mở ra, các khán giả tại trường quay tham gia chạy phiếu bằng cách thay đổi quyết định bình chọn giữa các nhà mà mình yêu thích trong vòng một phút, và mỗi khán giả được chọn tối đa ba nhà. Sau khi cả tám nhà hoàn thành các tiết mục, khán giả tham gia lượt chạy phiếu cuối cùng, sau đó mỗi khán giả có thể bình chọn cho tối đa ba anh tài thông qua số phiếu yêu thích cá nhân.
Dựa trên số phiếu bình chọn tổng hợp, sáu nhà cao điểm hơn được thăng cấp và vào vòng trong, trong khi hai nhà còn lại rơi vào vòng nguy hiểm và phải thực hiện thương vụ chuyển giao. Ngoại trừ thủ lĩnh của mình, các nhà nguy hiểm phải lựa chọn một anh tài đi chuyển giao sang các nhà khác. Việc chuyển giao được tính là thành công nếu thành viên đi chuyển giao của nhà nguy hiểm thuyết phục được một trong sáu nhà an toàn gia nhập mình vào nhà. Nếu muốn gia nhập anh tài đi chuyển giao của nhà nguy hiểm, nhà an toàn phải chuyển 150 điểm hỏa lực của nhà mình cho nhà nguy hiểm đó. Nếu có từ hai nhà trở lên mong muốn đổi 150 điểm hỏa lực để gia nhập anh tài đi chuyển giao của nhà nguy hiểm, quyền lựa chọn thuộc về anh tài của nhà nguy hiểm. Trong trường hợp thương vụ chuyển giao không thành công, thành viên đi chuyển giao trở về nhà mình để tiếp tục thảo luận, đồng thời chọn một anh tài trong nhà phải tạm dừng cuộc chơi.
Kết thúc vòng công diễn 1, nhà Đam mê và nhà Hát là hai nhà nguy hiểm, dẫn đến sự chuyển giao của các thành viên. Theo đó, Tuấn Hưng chọn gia nhập vào nhà Sao sáng, trong khi Quốc Thiên chọn gia nhập vào nhà Tái sinh. Do cả hai thương vụ đều đã thành công, các anh tài còn lại vẫn tiếp tục trở về vị trí đội hình cũ và không ai phải dừng bước sau đêm công diễn này.
| Tập 4 – Vòng công diễn thứ nhất (27 tháng 7 năm 2024) | Tập 4 – Vòng công diễn thứ nhất (27 tháng 7 năm 2024) | Tập 4 – Vòng công diễn thứ nhất (27 tháng 7 năm 2024)                                                          | Tập 4 – Vòng công diễn thứ nhất (27 tháng 7 năm 2024) | Tập 4 – Vòng công diễn thứ nhất (27 tháng 7 năm 2024) | Tập 4 – Vòng công diễn thứ nhất (27 tháng 7 năm 2024) | Tập 4 – Vòng công diễn thứ nhất (27 tháng 7 năm 2024) |
| Thứ tự                                                | Tên nhà                                               | Bài hát biểu diễn (Tác giả)                                                                                    | Thành viên                                            | Điểm ban đầu                                          | Điểm cuối cùng                                        | Kết quả                                               |
| ----------------------------------------------------- | ----------------------------------------------------- | --- | ----------------------------------------------------- | ----------------------------------------------------- | ----------------------------------------------------- | ----------------------------------------------------- |
| 1                                                     | Đam mê                                                | "Ba kể con nghe" & "Dưới ánh đèn sân khấu" (Nguyễn Hải Phong, Hứa Kim Tuyền, Charles, (S)TRONG Trọng Hiếu)     | Tuấn Hưng                                             | 2330                                                  | 760                                                   | Thăng cấp                                             |
| 1                                                     | Đam mê                                                | "Ba kể con nghe" & "Dưới ánh đèn sân khấu" (Nguyễn Hải Phong, Hứa Kim Tuyền, Charles, (S)TRONG Trọng Hiếu)     | Nguyễn Trần Duy Nhất                                  | 2330                                                  | 760                                                   | Thăng cấp                                             |
| 1                                                     | Đam mê                                                | "Ba kể con nghe" & "Dưới ánh đèn sân khấu" (Nguyễn Hải Phong, Hứa Kim Tuyền, Charles, (S)TRONG Trọng Hiếu)     | Liên Bỉnh Phát                                        | 2330                                                  | 760                                                   | Thăng cấp                                             |
| 1                                                     | Đam mê                                                | "Ba kể con nghe" & "Dưới ánh đèn sân khấu" (Nguyễn Hải Phong, Hứa Kim Tuyền, Charles, (S)TRONG Trọng Hiếu)     | (S)TRONG Trọng Hiếu                                   | 2330                                                  | 760                                                   | Thăng cấp                                             |
| 2                                                     | Hát                                                   | "Một lần dang dở" & "Đi qua cầu vồng" (Nhật Ngân, Mặc Thế Nhân, Phúc Bồ, Rick, Hà Lê, Đỗ Hoàng Hiệp, Kiên Ứng) | Thành Trung                                           | 1970                                                  | 650                                                   | Thăng cấp                                             |
| 2                                                     | Hát                                                   | "Một lần dang dở" & "Đi qua cầu vồng" (Nhật Ngân, Mặc Thế Nhân, Phúc Bồ, Rick, Hà Lê, Đỗ Hoàng Hiệp, Kiên Ứng) | Hà Lê                                                 | 1970                                                  | 650                                                   | Thăng cấp                                             |
| 2                                                     | Hát                                                   | "Một lần dang dở" & "Đi qua cầu vồng" (Nhật Ngân, Mặc Thế Nhân, Phúc Bồ, Rick, Hà Lê, Đỗ Hoàng Hiệp, Kiên Ứng) | Đỗ Hoàng Hiệp                                         | 1970                                                  | 650                                                   | Thăng cấp                                             |
| 2                                                     | Hát                                                   | "Một lần dang dở" & "Đi qua cầu vồng" (Nhật Ngân, Mặc Thế Nhân, Phúc Bồ, Rick, Hà Lê, Đỗ Hoàng Hiệp, Kiên Ứng) | Quốc Thiên                                            | 1970                                                  | 650                                                   | Thăng cấp                                             |
| 2                                                     | Hát                                                   | "Một lần dang dở" & "Đi qua cầu vồng" (Nhật Ngân, Mặc Thế Nhân, Phúc Bồ, Rick, Hà Lê, Đỗ Hoàng Hiệp, Kiên Ứng) | Kiên Ứng                                              | 1970                                                  | 650                                                   | Thăng cấp                                             |
| 3                                                     | Ngũ hành                                              | "Vợ người ta" & "Chuyện ba người" (Phan Mạnh Quỳnh, Quốc Dũng, HuyR)                                           | Phạm Khánh Hưng                                       | 2470                                                  | 1660                                                  | Thăng cấp                                             |
| 3                                                     | Ngũ hành                                              | "Vợ người ta" & "Chuyện ba người" (Phan Mạnh Quỳnh, Quốc Dũng, HuyR)                                           | Trương Thế Vinh                                       | 2470                                                  | 1660                                                  | Thăng cấp                                             |
| 3                                                     | Ngũ hành                                              | "Vợ người ta" & "Chuyện ba người" (Phan Mạnh Quỳnh, Quốc Dũng, HuyR)                                           | Jun Phạm                                              | 2470                                                  | 1660                                                  | Thăng cấp                                             |
| 3                                                     | Ngũ hành                                              | "Vợ người ta" & "Chuyện ba người" (Phan Mạnh Quỳnh, Quốc Dũng, HuyR)                                           | BB Trần                                               | 2470                                                  | 1660                                                  | Thăng cấp                                             |
| 3                                                     | Ngũ hành                                              | "Vợ người ta" & "Chuyện ba người" (Phan Mạnh Quỳnh, Quốc Dũng, HuyR)                                           | HuyR                                                  | 2470                                                  | 1660                                                  | Thăng cấp                                             |
| 4                                                     | Tái sinh                                              | "Lột xác" & "Chuyện nhỏ" (Nguyễn Hải Phong, Tuấn Khanh, Rhymastic)                                             | Đinh Tiến Đạt                                         | 1580                                                  | 900                                                   | Thăng cấp                                             |
| 4                                                     | Tái sinh                                              | "Lột xác" & "Chuyện nhỏ" (Nguyễn Hải Phong, Tuấn Khanh, Rhymastic)                                             | Tiến Luật                                             | 1580                                                  | 900                                                   | Thăng cấp                                             |
| 4                                                     | Tái sinh                                              | "Lột xác" & "Chuyện nhỏ" (Nguyễn Hải Phong, Tuấn Khanh, Rhymastic)                                             | Rhymastic                                             | 1580                                                  | 900                                                   | Thăng cấp                                             |
| 5                                                     | Sao sáng                                              | "Trống cơm" (Dân ca Bắc Bộ, Charles, APJ, Soobin, Touliver, Kriss Ngô)                                         | Tự Long                                               | 1860                                                  | 1490                                                  | Thăng cấp                                             |
| 5                                                     | Sao sáng                                              | "Trống cơm" (Dân ca Bắc Bộ, Charles, APJ, Soobin, Touliver, Kriss Ngô)                                         | Cường Seven                                           | 1860                                                  | 1490                                                  | Thăng cấp                                             |
| 5                                                     | Sao sáng                                              | "Trống cơm" (Dân ca Bắc Bộ, Charles, APJ, Soobin, Touliver, Kriss Ngô)                                         | Soobin                                                | 1860                                                  | 1490                                                  | Thăng cấp                                             |
| 6                                                     | Xuân hạ thu đông                                      | "Tỉnh thức sau giấc ngủ đông" (Kai Đinh, Grey D, Binz)                                                         | Hồng Sơn                                              | 1830                                                  | 1680                                                  | Thăng cấp                                             |
| 6                                                     | Xuân hạ thu đông                                      | "Tỉnh thức sau giấc ngủ đông" (Kai Đinh, Grey D, Binz)                                                         | Bằng Kiều                                             | 1830                                                  | 1680                                                  | Thăng cấp                                             |
| 6                                                     | Xuân hạ thu đông                                      | "Tỉnh thức sau giấc ngủ đông" (Kai Đinh, Grey D, Binz)                                                         | Binz                                                  | 1830                                                  | 1680                                                  | Thăng cấp                                             |
| 6                                                     | Xuân hạ thu đông                                      | "Tỉnh thức sau giấc ngủ đông" (Kai Đinh, Grey D, Binz)                                                         | S.T Sơn Thạch                                         | 1830                                                  | 1680                                                  | Thăng cấp                                             |
| 7                                                     | KK                                                    | "Dịu dàng đến từng phút giây" & "Bước đến bên em" (Lương Bằng Quang, Khắc Hưng, Neko Lê, Kay Trần)             | Phan Đinh Tùng                                        | 1260                                                  | 1060                                                  | Thăng cấp                                             |
| 7                                                     | KK                                                    | "Dịu dàng đến từng phút giây" & "Bước đến bên em" (Lương Bằng Quang, Khắc Hưng, Neko Lê, Kay Trần)             | Đăng Khôi                                             | 1260                                                  | 1060                                                  | Thăng cấp                                             |
| 7                                                     | KK                                                    | "Dịu dàng đến từng phút giây" & "Bước đến bên em" (Lương Bằng Quang, Khắc Hưng, Neko Lê, Kay Trần)             | Neko Lê                                               | 1260                                                  | 1060                                                  | Thăng cấp                                             |
| 7                                                     | KK                                                    | "Dịu dàng đến từng phút giây" & "Bước đến bên em" (Lương Bằng Quang, Khắc Hưng, Neko Lê, Kay Trần)             | Tăng Phúc                                             | 1260                                                  | 1060                                                  | Thăng cấp                                             |
| 7                                                     | KK                                                    | "Dịu dàng đến từng phút giây" & "Bước đến bên em" (Lương Bằng Quang, Khắc Hưng, Neko Lê, Kay Trần)             | Kay Trần                                              | 1260                                                  | 1060                                                  | Thăng cấp                                             |
| 8                                                     | Xương rồng                                            | "Áo mùa đông" & "Trở về" (Đỗ Nhuận, Dương Thụ, Bùi Công Nam)                                                   | Thanh Duy                                             | 1600                                                  | 1750                                                  | Thăng cấp                                             |
| 8                                                     | Xương rồng                                            | "Áo mùa đông" & "Trở về" (Đỗ Nhuận, Dương Thụ, Bùi Công Nam)                                                   | Thiên Minh                                            | 1600                                                  | 1750                                                  | Thăng cấp                                             |
| 8                                                     | Xương rồng                                            | "Áo mùa đông" & "Trở về" (Đỗ Nhuận, Dương Thụ, Bùi Công Nam)                                                   | Bùi Công Nam                                          | 1600                                                  | 1750                                                  | Thăng cấp                                             |
| 8                                                     | Xương rồng                                            | "Áo mùa đông" & "Trở về" (Đỗ Nhuận, Dương Thụ, Bùi Công Nam)                                                   | Duy Khánh                                             | 1600                                                  | 1750                                                  | Thăng cấp                                             |

### Vòng công diễn 2: Lời nhắn từ vũ trụ
Ở công diễn 2, các anh tài tiến hành thành lập liên minh, gồm hai nhà kết hợp lại với nhau. Từng nhà tự thảo luận để chọn ra nhà họ mong muốn kết hợp, sau đó thương thảo hoặc thuyết phục các nhà khác để gia nhập nhà mình. Khi kết hợp thành công, các anh tài có thể ghép tên hai nhà lại với nhau thành tên liên minh hoặc đặt một cái tên mới. Bên cạnh đó, các anh tài tự bình chọn thủ lĩnh bằng cách chọn một thủ lĩnh của cả liên minh, hoặc hai thủ lĩnh của mỗi nhà trong liên minh. Tổng cộng có bốn liên minh được thành lập, bao gồm Cửu Long (nhà Ngũ hành và nhà Hát), Phát tài (nhà Xương rồng và nhà Xuân hạ thu đông), Kame (nhà KK và nhà Đam mê) và Tinh tú (nhà Tái sinh và nhà Sao sáng), đồng thời bốn thủ lĩnh của cả liên minh đều được nhất trí bầu chọn, lần lượt là Bằng Kiều (Phát tài), Đinh Tiến Đạt (Tinh tú), Jun Phạm (Cửu Long) và Kay Trần (Kame).
Bốn liên minh sau khi thành lập tiếp tục thực hiện đấu giá và chọn bài hát bằng các hình thức bí mật và công khai như ở công diễn trước. Lần này, mỗi liên minh phải trình diễn hai tiết mục trong đêm công diễn, gồm một tiết mục hát và một tiết mục trình diễn. Việc phân bổ cho từng tiết mục do các liên minh tự bàn bạc, sao cho mỗi thành viên trong liên minh đều phải biểu diễn ít nhất một tiết mục, và mỗi tiết mục chỉ có tối đa sáu người tham gia, có nghĩa là một số thành viên trong liên minh có thể phải trình diễn toàn bộ hai tiết mục.
Sau khi kết thúc tất cả các tiết mục của mỗi phần, khán giả tham gia bình chọn cho tiết mục mà mình yêu thích, với mỗi khán giả được chọn tối đa hai tiết mục. Ba liên minh có tổng điểm cao hơn được thăng cấp và vào vòng trong, trong khi liên minh còn lại rơi vào vòng nguy hiểm. Các anh tài trong liên minh nguy hiểm, trừ ba anh tài có điểm hỏa lực cá nhân cao nhất, phải tự thảo luận với nhau để chọn ra ba anh tài phải tạm dừng cuộc chơi. Kết thúc vòng công diễn 2, ba anh tài phải chia tay với chương trình là Thành Trung, Kiên Ứng và HuyR.
| Tập 5 – Vòng công diễn thứ hai – Phần 1 (3 tháng 8 năm 2024)  | Tập 5 – Vòng công diễn thứ hai – Phần 1 (3 tháng 8 năm 2024) | Tập 5 – Vòng công diễn thứ hai – Phần 1 (3 tháng 8 năm 2024)              | Tập 5 – Vòng công diễn thứ hai – Phần 1 (3 tháng 8 năm 2024) | Tập 5 – Vòng công diễn thứ hai – Phần 1 (3 tháng 8 năm 2024) | Tập 5 – Vòng công diễn thứ hai – Phần 1 (3 tháng 8 năm 2024) | Tập 5 – Vòng công diễn thứ hai – Phần 1 (3 tháng 8 năm 2024) | Tập 5 – Vòng công diễn thứ hai – Phần 1 (3 tháng 8 năm 2024) |
| Thứ tự                                                        | Tên liên minh                                                | Bài hát biểu diễn (Tác giả)                                               | Thành viên                                                   | Điểm phần 1                                                  | Điểm phần 1                                                  | Điểm hỏa lực cá nhân                                         | Kết quả                                                      |
| ------------------------------------------------------------- | ------------------------------------------------------------ | ------------------------------------------------------------------------- | ------------------------------------------------------------ | ------------------------------------------------------------ | ------------------------------------------------------------ | ------------------------------------------------------------ | ------------------------------------------------------------ |
| 1                                                             | Kame                                                         | "Giàu sang" (Rhymastic, Kay Trần)                                         | Phan Đinh Tùng                                               | 1380                                                         | 1380                                                         | —                                                            | Thăng cấp                                                    |
| 1                                                             | Kame                                                         | "Giàu sang" (Rhymastic, Kay Trần)                                         | Nguyễn Trần Duy Nhất                                         | 1380                                                         | 1380                                                         | 200                                                          | Thăng cấp                                                    |
| 1                                                             | Kame                                                         | "Giàu sang" (Rhymastic, Kay Trần)                                         | Tăng Phúc                                                    | 1380                                                         | 1380                                                         | —                                                            | Thăng cấp                                                    |
| 1                                                             | Kame                                                         | "Giàu sang" (Rhymastic, Kay Trần)                                         | Liên Bỉnh Phát                                               | 1380                                                         | 1380                                                         | 40                                                           | Thăng cấp                                                    |
| 1                                                             | Kame                                                         | "Giàu sang" (Rhymastic, Kay Trần)                                         | (S)TRONG Trọng Hiếu                                          | 1380                                                         | 1380                                                         | 220                                                          | Thăng cấp                                                    |
| 1                                                             | Kame                                                         | "Giàu sang" (Rhymastic, Kay Trần)                                         | Kay Trần                                                     | 1380                                                         | 1380                                                         | —                                                            | Thăng cấp                                                    |
| 2                                                             | Phát tài                                                     | "Dẫu có lỗi lầm" (Hồ Hoài Anh, Binz, Bùi Công Nam)                        | Bằng Kiều                                                    | 1790                                                         | 1790                                                         | 130                                                          | Thăng cấp                                                    |
| 2                                                             | Phát tài                                                     | "Dẫu có lỗi lầm" (Hồ Hoài Anh, Binz, Bùi Công Nam)                        | Thanh Duy                                                    | 1790                                                         | 1790                                                         | —                                                            | Thăng cấp                                                    |
| 2                                                             | Phát tài                                                     | "Dẫu có lỗi lầm" (Hồ Hoài Anh, Binz, Bùi Công Nam)                        | Binz                                                         | 1790                                                         | 1790                                                         | 290                                                          | Thăng cấp                                                    |
| 2                                                             | Phát tài                                                     | "Dẫu có lỗi lầm" (Hồ Hoài Anh, Binz, Bùi Công Nam)                        | Thiên Minh                                                   | 1790                                                         | 1790                                                         | —                                                            | Thăng cấp                                                    |
| 2                                                             | Phát tài                                                     | "Dẫu có lỗi lầm" (Hồ Hoài Anh, Binz, Bùi Công Nam)                        | Bùi Công Nam                                                 | 1790                                                         | 1790                                                         | —                                                            | Thăng cấp                                                    |
| 2                                                             | Phát tài                                                     | "Dẫu có lỗi lầm" (Hồ Hoài Anh, Binz, Bùi Công Nam)                        | Duy Khánh                                                    | 1790                                                         | 1790                                                         | —                                                            | Thăng cấp                                                    |
| 3                                                             | Cửu Long                                                     | "Tình yêu ngủ quên" (Hoàng Tôn, Jun Phạm, HuyR)                           | Trương Thế Vinh                                              | 1480                                                         | 1480                                                         | 370                                                          | Thăng cấp                                                    |
| 3                                                             | Cửu Long                                                     | "Tình yêu ngủ quên" (Hoàng Tôn, Jun Phạm, HuyR)                           | Hà Lê                                                        | 1480                                                         | 1480                                                         | 180                                                          | Thăng cấp                                                    |
| 3                                                             | Cửu Long                                                     | "Tình yêu ngủ quên" (Hoàng Tôn, Jun Phạm, HuyR)                           | Jun Phạm                                                     | 1480                                                         | 1480                                                         | —                                                            | Thăng cấp                                                    |
| 3                                                             | Cửu Long                                                     | "Tình yêu ngủ quên" (Hoàng Tôn, Jun Phạm, HuyR)                           | BB Trần                                                      | 1480                                                         | 1480                                                         | 680                                                          | Thăng cấp                                                    |
| 3                                                             | Cửu Long                                                     | "Tình yêu ngủ quên" (Hoàng Tôn, Jun Phạm, HuyR)                           | Kiên Ứng                                                     | 1480                                                         | 1480                                                         | 90                                                           | Bị loại                                                      |
| 3                                                             | Cửu Long                                                     | "Tình yêu ngủ quên" (Hoàng Tôn, Jun Phạm, HuyR)                           | HuyR                                                         | 1480                                                         | 1480                                                         | 40                                                           | Bị loại                                                      |
| 4                                                             | Tinh tú                                                      | "Chợt nghe bước em về" (Quốc Vượng, Rhymastic)                            | Tự Long                                                      | 2150                                                         | 2150                                                         | —                                                            | Thăng cấp                                                    |
| 4                                                             | Tinh tú                                                      | "Chợt nghe bước em về" (Quốc Vượng, Rhymastic)                            | Đinh Tiến Đạt                                                | 2150                                                         | 2150                                                         | 150                                                          | Thăng cấp                                                    |
| 4                                                             | Tinh tú                                                      | "Chợt nghe bước em về" (Quốc Vượng, Rhymastic)                            | Quốc Thiên                                                   | 2150                                                         | 2150                                                         | —                                                            | Thăng cấp                                                    |
| 4                                                             | Tinh tú                                                      | "Chợt nghe bước em về" (Quốc Vượng, Rhymastic)                            | Cường Seven                                                  | 2150                                                         | 2150                                                         | 170                                                          | Thăng cấp                                                    |
| 4                                                             | Tinh tú                                                      | "Chợt nghe bước em về" (Quốc Vượng, Rhymastic)                            | Rhymastic                                                    | 2150                                                         | 2150                                                         | —                                                            | Thăng cấp                                                    |
| 4                                                             | Tinh tú                                                      | "Chợt nghe bước em về" (Quốc Vượng, Rhymastic)                            | Soobin                                                       | 2150                                                         | 2150                                                         | —                                                            | Thăng cấp                                                    |
| Tập 6 – Vòng công diễn thứ hai – Phần 2 (10 tháng 8 năm 2024) |                                                              |                                                                           |                                                              |                                                              |                                                              |                                                              |                                                              |
| Thứ tự                                                        | Tên liên minh                                                | Bài hát biểu diễn (Tác giả)                                               | Thành viên                                                   | Điểm phần 2                                                  | Tổng điểm                                                    | Điểm hỏa lực cá nhân                                         | Kết quả                                                      |
| 1                                                             | Tinh tú                                                      | "Những kẻ mộng mơ" (Nguyễn Bảo Trọng, Rhymastic)                          | Tự Long                                                      | 2470                                                         | 4620                                                         | 280                                                          | Thăng cấp                                                    |
| 1                                                             | Tinh tú                                                      | "Những kẻ mộng mơ" (Nguyễn Bảo Trọng, Rhymastic)                          | Tuấn Hưng                                                    | 2470                                                         | 4620                                                         | 80                                                           | Thăng cấp                                                    |
| 1                                                             | Tinh tú                                                      | "Những kẻ mộng mơ" (Nguyễn Bảo Trọng, Rhymastic)                          | Tiến Luật                                                    | 2470                                                         | 4620                                                         | 340                                                          | Thăng cấp                                                    |
| 1                                                             | Tinh tú                                                      | "Những kẻ mộng mơ" (Nguyễn Bảo Trọng, Rhymastic)                          | Quốc Thiên                                                   | 2470                                                         | 4620                                                         | 210                                                          | Thăng cấp                                                    |
| 1                                                             | Tinh tú                                                      | "Những kẻ mộng mơ" (Nguyễn Bảo Trọng, Rhymastic)                          | Rhymastic                                                    | 2470                                                         | 4620                                                         | 150                                                          | Thăng cấp                                                    |
| 1                                                             | Tinh tú                                                      | "Những kẻ mộng mơ" (Nguyễn Bảo Trọng, Rhymastic)                          | Soobin                                                       | 2470                                                         | 4620                                                         | 790                                                          | Thăng cấp                                                    |
| 2                                                             | Kame                                                         | "Bao tiền một mớ bình yên?" (14 Casper, Neko Lê)                          | Phan Đinh Tùng                                               | 1970                                                         | 3350                                                         | 350                                                          | Thăng cấp                                                    |
| 2                                                             | Kame                                                         | "Bao tiền một mớ bình yên?" (14 Casper, Neko Lê)                          | Đăng Khôi                                                    | 1970                                                         | 3350                                                         | 140                                                          | Thăng cấp                                                    |
| 2                                                             | Kame                                                         | "Bao tiền một mớ bình yên?" (14 Casper, Neko Lê)                          | Neko Lê                                                      | 1970                                                         | 3350                                                         | 460                                                          | Thăng cấp                                                    |
| 2                                                             | Kame                                                         | "Bao tiền một mớ bình yên?" (14 Casper, Neko Lê)                          | Tăng Phúc                                                    | 1970                                                         | 3350                                                         | 170                                                          | Thăng cấp                                                    |
| 2                                                             | Kame                                                         | "Bao tiền một mớ bình yên?" (14 Casper, Neko Lê)                          | Kay Trần                                                     | 1970                                                         | 3350                                                         | 750                                                          | Thăng cấp                                                    |
| 3                                                             | Phát tài                                                     | "Gót hồng" & "Cao gót" (Bảo Phúc, Soobin, Charles, Touliver, SlimV, Binz) | Hồng Sơn                                                     | 1130                                                         | 2920                                                         | 90                                                           | Thăng cấp                                                    |
| 3                                                             | Phát tài                                                     | "Gót hồng" & "Cao gót" (Bảo Phúc, Soobin, Charles, Touliver, SlimV, Binz) | Thanh Duy                                                    | 1130                                                         | 2920                                                         | 420                                                          | Thăng cấp                                                    |
| 3                                                             | Phát tài                                                     | "Gót hồng" & "Cao gót" (Bảo Phúc, Soobin, Charles, Touliver, SlimV, Binz) | Thiên Minh                                                   | 1130                                                         | 2920                                                         | 100                                                          | Thăng cấp                                                    |
| 3                                                             | Phát tài                                                     | "Gót hồng" & "Cao gót" (Bảo Phúc, Soobin, Charles, Touliver, SlimV, Binz) | S.T Sơn Thạch                                                | 1130                                                         | 2920                                                         | 930                                                          | Thăng cấp                                                    |
| 3                                                             | Phát tài                                                     | "Gót hồng" & "Cao gót" (Bảo Phúc, Soobin, Charles, Touliver, SlimV, Binz) | Bùi Công Nam                                                 | 1130                                                         | 2920                                                         | 430                                                          | Thăng cấp                                                    |
| 3                                                             | Phát tài                                                     | "Gót hồng" & "Cao gót" (Bảo Phúc, Soobin, Charles, Touliver, SlimV, Binz) | Duy Khánh                                                    | 1130                                                         | 2920                                                         | 450                                                          | Thăng cấp                                                    |
| 4                                                             | Cửu Long                                                     | "Nếu một mai tôi bay lên trời" (Hứa Kim Tuyền, Jun Phạm)                  | Phạm Khánh Hưng                                              | 1230                                                         | 2710                                                         | 80                                                           | Thăng cấp                                                    |
| 4                                                             | Cửu Long                                                     | "Nếu một mai tôi bay lên trời" (Hứa Kim Tuyền, Jun Phạm)                  | Thành Trung                                                  | 1230                                                         | 2710                                                         | 40                                                           | Bị loại                                                      |
| 4                                                             | Cửu Long                                                     | "Nếu một mai tôi bay lên trời" (Hứa Kim Tuyền, Jun Phạm)                  | Đỗ Hoàng Hiệp                                                | 1230                                                         | 2710                                                         | 170                                                          | Thăng cấp                                                    |
| 4                                                             | Cửu Long                                                     | "Nếu một mai tôi bay lên trời" (Hứa Kim Tuyền, Jun Phạm)                  | Jun Phạm                                                     | 1230                                                         | 2710                                                         | 1210                                                         | Thăng cấp                                                    |

### Vòng công diễn 3: Tấm khiên
Ở công diễn 3, các anh tài tiến hành thành lập nhà lớn từ các nhà nhỏ. Vì liên minh Tinh tú xếp thứ nhất tại công diễn 2, hai nhà Sao sáng và Tái sinh được giữ nguyên đội hình và thủ lĩnh của mình, đồng thời tiến về phòng hội nghị để chiêu mộ thêm thành viên, sau đó chờ đợi kết quả bầu chọn thủ lĩnh mới mà không cần phải bỏ phiếu kín. Trong khi đó, các anh tài trong ba liên minh còn lại giải tán và tiến hành bầu chọn theo hình thức bỏ phiếu kín để tìm ra hai thủ lĩnh mới và chuẩn bị xây dựng nhà lớn mới cho mình. Tổng cộng có bốn nhà lớn được thiết lập, bao gồm hai nhà có bảy thành viên (nhà Mứt gừng và nhà Trẻ) và hai nhà có tám thành viên (nhà Cá lớn và nhà Chín muồi). Bằng Kiều và S.T Sơn Thạch cũng đồng thời được chọn làm hai thủ lĩnh của nhà lớn bên cạnh Đinh Tiến Đạt và Cường Seven.
Bốn nhà lớn sau khi thành lập tiếp tục thực hiện đấu giá và chọn bài hát bằng các hình thức bí mật và công khai như ở những công diễn trước. Giống như công diễn 2, mỗi liên minh phải trình diễn hai tiết mục trong đêm công diễn, gồm một tiết mục hát và một tiết mục trình diễn. Việc phân bổ cho từng tiết mục được thực hiện tương tự, chỉ khác là mỗi tiết mục chỉ có tối đa năm người tham gia thay vì sáu như công diễn trước. Ngoài ra, cả bốn nhà lớn tham gia biểu diễn theo hình thức đối kháng, với phần đầu tiên là tiết mục hát và sau đó là tiết mục trình diễn ở phần thứ hai.
Sau khi kết thúc tất cả các tiết mục của mỗi phần, khán giả tham gia bình chọn cho tiết mục mà mình yêu thích với thể lệ tương tự vòng trước. Hai nhà lớn có tổng điểm cao hơn được thăng cấp và vào vòng trong; nhà lớn giành chiến thắng cả phần hát lẫn trình diễn trong đêm công diễn này cũng được cộng thêm 100 điểm hỏa lực. Với các anh tài trong hai nhà lớn còn lại (rơi vào vòng nguy hiểm), họ phải tự thảo luận và bỏ phiếu cho hai trong số ba anh tài của họ có điểm hỏa lực cá nhân thấp nhất mà họ muốn giữ lại trong công diễn sau, đồng nghĩa với việc anh tài còn lại của mỗi nhà phải tạm dừng cuộc chơi. Kết thúc vòng công diễn 3, hai anh tài phải chia tay với chương trình là Hồng Sơn và Hà Lê.
| Tập 8 – Vòng công diễn thứ ba (24 tháng 8 năm 2024) | Tập 8 – Vòng công diễn thứ ba (24 tháng 8 năm 2024) | Tập 8 – Vòng công diễn thứ ba (24 tháng 8 năm 2024)                      | Tập 8 – Vòng công diễn thứ ba (24 tháng 8 năm 2024) | Tập 8 – Vòng công diễn thứ ba (24 tháng 8 năm 2024) | Tập 8 – Vòng công diễn thứ ba (24 tháng 8 năm 2024) | Tập 8 – Vòng công diễn thứ ba (24 tháng 8 năm 2024) | Tập 8 – Vòng công diễn thứ ba (24 tháng 8 năm 2024) |
| Tiết mục hát                                        | Tiết mục hát                                        | Tiết mục hát                                                             | Tiết mục hát                                        | Tiết mục hát                                        | Tiết mục hát                                        | Tiết mục hát                                        | Tiết mục hát                                        |
| Thứ tự                                              | Tên nhà lớn                                         | Bài hát biểu diễn (Tác giả)                                              | Thành viên                                          | Điểm phần 1                                         | Điểm phần 1                                         | Điểm hỏa lực cá nhân                                | Kết quả                                             |
| --------------------------------------------------- | --------------------------------------------------- | ------------------------------------------------------------------------ | --------------------------------------------------- | --------------------------------------------------- | --------------------------------------------------- | --------------------------------------------------- | --------------------------------------------------- |
| 1                                                   | Trẻ                                                 | "Thu hoài" (Hoài Thanh, 14 Casper, Rhymastic)                            | Đinh Tiến Đạt                                       | 1830                                                | 1830                                                | —                                                   | Thăng cấp                                           |
| 1                                                   | Trẻ                                                 | "Thu hoài" (Hoài Thanh, 14 Casper, Rhymastic)                            | Tiến Luật                                           | 1830                                                | 1830                                                | 780                                                 | Thăng cấp                                           |
| 1                                                   | Trẻ                                                 | "Thu hoài" (Hoài Thanh, 14 Casper, Rhymastic)                            | Hà Lê                                               | 1830                                                | 1830                                                | —                                                   | Bị loại                                             |
| 1                                                   | Trẻ                                                 | "Thu hoài" (Hoài Thanh, 14 Casper, Rhymastic)                            | Quốc Thiên                                          | 1830                                                | 1830                                                | —                                                   | Thăng cấp                                           |
| 1                                                   | Trẻ                                                 | "Thu hoài" (Hoài Thanh, 14 Casper, Rhymastic)                            | Rhymastic                                           | 1830                                                | 1830                                                | 260                                                 | Thăng cấp                                           |
| 2                                                   | Cá lớn                                              | "Là anh đó" (Andiez, Soobin)                                             | Tuấn Hưng                                           | 1650                                                | 1650                                                | —                                                   | Thăng cấp                                           |
| 2                                                   | Cá lớn                                              | "Là anh đó" (Andiez, Soobin)                                             | Đăng Khôi                                           | 1650                                                | 1650                                                | —                                                   | Thăng cấp                                           |
| 2                                                   | Cá lớn                                              | "Là anh đó" (Andiez, Soobin)                                             | Thanh Duy                                           | 1650                                                | 1650                                                | —                                                   | Thăng cấp                                           |
| 2                                                   | Cá lớn                                              | "Là anh đó" (Andiez, Soobin)                                             | (S)TRONG Trọng Hiếu                                 | 1650                                                | 1650                                                | —                                                   | Thăng cấp                                           |
| 2                                                   | Cá lớn                                              | "Là anh đó" (Andiez, Soobin)                                             | Soobin                                              | 1650                                                | 1650                                                | —                                                   | Thăng cấp                                           |
| 3                                                   | Chín muồi                                           | "Anh sẽ nhớ mãi" (Bằng Kiều, Đức Trí, Neko Lê, Bùi Công Nam)             | Neko Lê                                             | 1610                                                | 1610                                                | —                                                   | Thăng cấp                                           |
| 3                                                   | Chín muồi                                           | "Anh sẽ nhớ mãi" (Bằng Kiều, Đức Trí, Neko Lê, Bùi Công Nam)             | Tăng Phúc                                           | 1610                                                | 1610                                                | —                                                   | Thăng cấp                                           |
| 3                                                   | Chín muồi                                           | "Anh sẽ nhớ mãi" (Bằng Kiều, Đức Trí, Neko Lê, Bùi Công Nam)             | Thiên Minh                                          | 1610                                                | 1610                                                | —                                                   | Thăng cấp                                           |
| 3                                                   | Chín muồi                                           | "Anh sẽ nhớ mãi" (Bằng Kiều, Đức Trí, Neko Lê, Bùi Công Nam)             | BB Trần                                             | 1610                                                | 1610                                                | —                                                   | Thăng cấp                                           |
| 3                                                   | Chín muồi                                           | "Anh sẽ nhớ mãi" (Bằng Kiều, Đức Trí, Neko Lê, Bùi Công Nam)             | Bùi Công Nam                                        | 1610                                                | 1610                                                | —                                                   | Thăng cấp                                           |
| 4                                                   | Mứt gừng                                            | "Buông" (Nguyễn Duy Anh)                                                 | Bằng Kiều                                           | 1870                                                | 1870                                                | 300                                                 | Thăng cấp                                           |
| 4                                                   | Mứt gừng                                            | "Buông" (Nguyễn Duy Anh)                                                 | Phan Đinh Tùng                                      | 1870                                                | 1870                                                | 310                                                 | Thăng cấp                                           |
| 4                                                   | Mứt gừng                                            | "Buông" (Nguyễn Duy Anh)                                                 | Phạm Khánh Hưng                                     | 1870                                                | 1870                                                | —                                                   | Thăng cấp                                           |
| 4                                                   | Mứt gừng                                            | "Buông" (Nguyễn Duy Anh)                                                 | Trương Thế Vinh                                     | 1870                                                | 1870                                                | —                                                   | Thăng cấp                                           |
| 4                                                   | Mứt gừng                                            | "Buông" (Nguyễn Duy Anh)                                                 | Đỗ Hoàng Hiệp                                       | 1870                                                | 1870                                                | —                                                   | Thăng cấp                                           |
| Tiết mục trình diễn                                 |                                                     |                                                                          |                                                     |                                                     |                                                     |                                                     |                                                     |
| Thứ tự                                              | Tên nhà lớn                                         | Bài hát biểu diễn (Tác giả)                                              | Thành viên                                          | Điểm phần 2                                         | Tổng điểm                                           | Điểm hỏa lực cá nhân                                | Kết quả                                             |
| 1                                                   | Mứt gừng                                            | "Triệu lý do" (Thiều Bảo Trâm, Nguyễn Bảo Trọng, Gonzo)                  | Hồng Sơn                                            | 1600                                                | 3470                                                | 110                                                 | Bị loại                                             |
| 1                                                   | Mứt gừng                                            | "Triệu lý do" (Thiều Bảo Trâm, Nguyễn Bảo Trọng, Gonzo)                  | Phạm Khánh Hưng                                     | 1600                                                | 3470                                                | 50                                                  | Thăng cấp                                           |
| 1                                                   | Mứt gừng                                            | "Triệu lý do" (Thiều Bảo Trâm, Nguyễn Bảo Trọng, Gonzo)                  | Trương Thế Vinh                                     | 1600                                                | 3470                                                | 230                                                 | Thăng cấp                                           |
| 1                                                   | Mứt gừng                                            | "Triệu lý do" (Thiều Bảo Trâm, Nguyễn Bảo Trọng, Gonzo)                  | Đỗ Hoàng Hiệp                                       | 1600                                                | 3470                                                | 520                                                 | Thăng cấp                                           |
| 1                                                   | Mứt gừng                                            | "Triệu lý do" (Thiều Bảo Trâm, Nguyễn Bảo Trọng, Gonzo)                  | Nguyễn Trần Duy Nhất                                | 1600                                                | 3470                                                | 220                                                 | Thăng cấp                                           |
| 2                                                   | Cá lớn                                              | "Đường xa ướt mưa" & "Đừng qua lối đó" (Đức Huy, Võ Thiện Thanh, Soobin) | Tự Long                                             | 1880                                                | 3530                                                | —                                                   | Thăng cấp                                           |
| 2                                                   | Cá lớn                                              | "Đường xa ướt mưa" & "Đừng qua lối đó" (Đức Huy, Võ Thiện Thanh, Soobin) | Thanh Duy                                           | 1880                                                | 3530                                                | —                                                   | Thăng cấp                                           |
| 2                                                   | Cá lớn                                              | "Đường xa ướt mưa" & "Đừng qua lối đó" (Đức Huy, Võ Thiện Thanh, Soobin) | Cường Seven                                         | 1880                                                | 3530                                                | —                                                   | Thăng cấp                                           |
| 2                                                   | Cá lớn                                              | "Đường xa ướt mưa" & "Đừng qua lối đó" (Đức Huy, Võ Thiện Thanh, Soobin) | Jun Phạm                                            | 1880                                                | 3530                                                | —                                                   | Thăng cấp                                           |
| 2                                                   | Cá lớn                                              | "Đường xa ướt mưa" & "Đừng qua lối đó" (Đức Huy, Võ Thiện Thanh, Soobin) | Soobin                                              | 1880                                                | 3530                                                | —                                                   | Thăng cấp                                           |
| 3                                                   | Trẻ                                                 | "Trái Đất ôm Mặt Trời" (Kai Đinh, Grey D, TDK, NewL, Hà Lê, Binz)        | Đinh Tiến Đạt                                       | 1580                                                | 3410                                                | 210                                                 | Thăng cấp                                           |
| 3                                                   | Trẻ                                                 | "Trái Đất ôm Mặt Trời" (Kai Đinh, Grey D, TDK, NewL, Hà Lê, Binz)        | Hà Lê                                               | 1580                                                | 3410                                                | 150                                                 | Bị loại                                             |
| 3                                                   | Trẻ                                                 | "Trái Đất ôm Mặt Trời" (Kai Đinh, Grey D, TDK, NewL, Hà Lê, Binz)        | Quốc Thiên                                          | 1580                                                | 3410                                                | 290                                                 | Thăng cấp                                           |
| 3                                                   | Trẻ                                                 | "Trái Đất ôm Mặt Trời" (Kai Đinh, Grey D, TDK, NewL, Hà Lê, Binz)        | Binz                                                | 1580                                                | 3410                                                | 610                                                 | Thăng cấp                                           |
| 3                                                   | Trẻ                                                 | "Trái Đất ôm Mặt Trời" (Kai Đinh, Grey D, TDK, NewL, Hà Lê, Binz)        | Duy Khánh                                           | 1580                                                | 3410                                                | 230                                                 | Thăng cấp                                           |
| 4                                                   | Chín muồi                                           | "Let Me Feel Your Love Tonight" (Rhymastic, Kay Trần)                    | Thiên Minh                                          | 1900                                                | 3510                                                | —                                                   | Thăng cấp                                           |
| 4                                                   | Chín muồi                                           | "Let Me Feel Your Love Tonight" (Rhymastic, Kay Trần)                    | BB Trần                                             | 1900                                                | 3510                                                | —                                                   | Thăng cấp                                           |
| 4                                                   | Chín muồi                                           | "Let Me Feel Your Love Tonight" (Rhymastic, Kay Trần)                    | Liên Bỉnh Phát                                      | 1900                                                | 3510                                                | —                                                   | Thăng cấp                                           |
| 4                                                   | Chín muồi                                           | "Let Me Feel Your Love Tonight" (Rhymastic, Kay Trần)                    | S.T Sơn Thạch                                       | 1900                                                | 3510                                                | —                                                   | Thăng cấp                                           |
| 4                                                   | Chín muồi                                           | "Let Me Feel Your Love Tonight" (Rhymastic, Kay Trần)                    | Kay Trần                                            | 1900                                                | 3510                                                | —                                                   | Thăng cấp                                           |

### Vòng công diễn 4: Điểm tựa
Ở công diễn 4, các anh tài tiếp tục tiến hành thành lập nhà lớn từ các nhà nhỏ theo hình thức: hoặc giữ nguyên đội hình và không cần thành lập nhà lớn, hoặc giải tán và tự thành lập nhà lớn mới; tuy nhiên ban tổ chức quyết định giữ nguyên đội hình và chỉ có một nhà thay đổi thủ lĩnh, với Trương Thế Vinh làm thủ lĩnh của nhà Mứt gừng. Bốn nhà lớn sau đó tiếp tục thực hiện đấu giá và chọn bài hát bằng các hình thức tương tự như ở những công diễn trước, song các nhà lớn có thêm quyền phản đối khi đấu giá bài hát. Cụ thể, nếu xuất hiện lựa chọn trùng lặp khi đấu giá bài hát, một nhà bất kỳ có thể đưa ra yêu cầu phản đối, qua đó lượt đấu giá bị huỷ bỏ và tất cả các nhà phải đấu giá lại. Các nhà có thể phản đối nhiều lần, nhưng với mỗi lần phản đối thì nhà đó mất 50 điểm hoả lực. Có ba trường hợp xảy ra như sau:
- Nếu trùng bài hát mà không ai phản đối, nhà nào đưa ra điểm cao nhất giành được bài hát.
- Nếu trùng bài hát và trùng điểm đấu giá, các nhà phải công khai nâng dần số điểm để có được bài hát đó.
- Khi không còn nhà nào phản đối và đã có hai nhà giành được bài hát của mình, hai nhà còn lại nếu trùng bài đấu giá công khai để tiếp tục giành bài hát theo hình thức tương tự.

Không giống như các công diễn trước đây, công diễn 4 được chia làm ba vòng đấu, bao gồm vòng đấu đơn ca, vòng đấu song ca và vòng đấu nhóm. Ở vòng đấu đơn, mỗi nhà cử ra một anh tài đại diện để tham gia trình diễn tiết mục, trong khi vòng đấu song ca có hai anh tài đại diện mỗi nhà tham gia biểu diễn. Cuối cùng, toàn bộ các thành viên trong mỗi nhà cùng nhau trình diễn ở vòng đấu nhóm.
Ở hai vòng đầu tiên, sau khi kết thúc tất cả các tiết mục của mỗi vòng, mỗi khán giả chỉ được bình chọn cho một tiết mục mà mình yêu thích nhất. Với vòng cuối cùng, khán giả bình chọn trực tiếp cho tiết mục sau khi hoàn thành phần thi. Dựa trên số phiếu bình chọn, tổng điểm hỏa lực của công diễn 4 xác định một nhà duy nhất được an toàn và thăng cấp vào vòng trong, trong khi ba nhà còn lại vào vòng nguy hiểm phải chia tay bốn thành viên thuộc cả ba nhà có số điểm hỏa lực cá nhân thấp nhất. Kết thúc vòng công diễn 4, bốn anh tài phải chia tay với chương trình là Phạm Khánh Hưng, Đăng Khôi, Nguyễn Trần Duy Nhất và Neko Lê.
| Tập 9 – Vòng công diễn thứ tư – Phần 1 (31 tháng 8 năm 2024) | Tập 9 – Vòng công diễn thứ tư – Phần 1 (31 tháng 8 năm 2024) | Tập 9 – Vòng công diễn thứ tư – Phần 1 (31 tháng 8 năm 2024)           | Tập 9 – Vòng công diễn thứ tư – Phần 1 (31 tháng 8 năm 2024) | Tập 9 – Vòng công diễn thứ tư – Phần 1 (31 tháng 8 năm 2024) | Tập 9 – Vòng công diễn thứ tư – Phần 1 (31 tháng 8 năm 2024) | Tập 9 – Vòng công diễn thứ tư – Phần 1 (31 tháng 8 năm 2024) | Tập 9 – Vòng công diễn thứ tư – Phần 1 (31 tháng 8 năm 2024) |
| Tiết mục đơn ca                                              | Tiết mục đơn ca                                              | Tiết mục đơn ca                                                        | Tiết mục đơn ca                                              | Tiết mục đơn ca                                              | Tiết mục đơn ca                                              | Tiết mục đơn ca                                              | Tiết mục đơn ca                                              |
| Thứ tự                                                       | Tên nhà lớn                                                  | Bài hát biểu diễn (Tác giả)                                            | Thành viên                                                   | Thành viên                                                   | Thành viên                                                   | Thành viên                                                   | Điểm phần 1                                                  |
| ------------------------------------------------------------ | ------------------------------------------------------------ | ---------------------------------------------------------------------- | ------------------------------------------------------------ | ------------------------------------------------------------ | ------------------------------------------------------------ | ------------------------------------------------------------ | ------------------------------------------------------------ |
| 1                                                            | Trẻ                                                          | "Sao cũng được" (Binz)                                                 | Tiến Luật                                                    | Tiến Luật                                                    | Tiến Luật                                                    | Tiến Luật                                                    | 1700                                                         |
| 2                                                            | Mứt gừng                                                     | "Một vòng Việt Nam" (Đông Thiên Đức)                                   | Phan Đinh Tùng                                               | Phan Đinh Tùng                                               | Phan Đinh Tùng                                               | Phan Đinh Tùng                                               | 470                                                          |
| 3                                                            | Chín muồi                                                    | "Thuận nước đẩy thuyền" (S.T Sơn Thạch, Thanh Hưng, Andiez, Kriss Ngô) | S.T Sơn Thạch                                                | S.T Sơn Thạch                                                | S.T Sơn Thạch                                                | S.T Sơn Thạch                                                | 970                                                          |
| 4                                                            | Cá lớn                                                       | "Vượt lên mọi thử thách" (Phúc Bồ, Rick, MastaL, SlimV)                | Tuấn Hưng                                                    | Tuấn Hưng                                                    | Tuấn Hưng                                                    | Tuấn Hưng                                                    | 360                                                          |
| Tập 10 – Vòng công diễn thứ tư – Phần 2 (7 tháng 9 năm 2024) |                                                              |                                                                        |                                                              |                                                              |                                                              |                                                              |                                                              |
| Tiết mục song ca                                             |                                                              |                                                                        |                                                              |                                                              |                                                              |                                                              |                                                              |
| Thứ tự                                                       | Tên nhà lớn                                                  | Bài hát biểu diễn (Tác giả)                                            | Thành viên                                                   | Thành viên                                                   | Thành viên                                                   | Thành viên                                                   | Điểm phần 2                                                  |
| 1                                                            | Trẻ                                                          | "Đêm cô đơn" (Trung Kiên, Rhymastic)                                   | Quốc Thiên                                                   | Quốc Thiên                                                   | Quốc Thiên                                                   | Quốc Thiên                                                   | 1340                                                         |
| 1                                                            | Trẻ                                                          | "Đêm cô đơn" (Trung Kiên, Rhymastic)                                   | Rhymastic                                                    |                                                              |                                                              |                                                              | 1340                                                         |
| 2                                                            | Mứt gừng                                                     | "Gọi anh" (Dương Thụ)                                                  | Phạm Khánh Hưng                                              | Phạm Khánh Hưng                                              | Phạm Khánh Hưng                                              | Phạm Khánh Hưng                                              | 300                                                          |
| 2                                                            | Mứt gừng                                                     | "Gọi anh" (Dương Thụ)                                                  | Đỗ Hoàng Hiệp                                                |                                                              |                                                              |                                                              | 300                                                          |
| 3                                                            | Chín muồi                                                    | "Chuyện nhà bé thôi, con đừng về" (Kai Đinh, Kay Trần, Bùi Công Nam)   | Kay Trần                                                     | Kay Trần                                                     | Kay Trần                                                     | Kay Trần                                                     | 1440                                                         |
| 3                                                            | Chín muồi                                                    | "Chuyện nhà bé thôi, con đừng về" (Kai Đinh, Kay Trần, Bùi Công Nam)   | Bùi Công Nam                                                 |                                                              |                                                              |                                                              | 1440                                                         |
| 4                                                            | Cá lớn                                                       | "12h03" (APJ, Tinle)                                                   | Cường Seven                                                  | Cường Seven                                                  | Cường Seven                                                  | Cường Seven                                                  | 420                                                          |
| 4                                                            | Cá lớn                                                       | "12h03" (APJ, Tinle)                                                   | (S)TRONG Trọng Hiếu                                          |                                                              |                                                              |                                                              | 420                                                          |
| Tiết mục nhóm                                                |                                                              |                                                                        |                                                              |                                                              |                                                              |                                                              |                                                              |
| Thứ tự                                                       | Tên nhà lớn                                                  | Bài hát biểu diễn (Tác giả)                                            | Thành viên                                                   | Điểm phần 3                                                  | Tổng điểm                                                    | Điểm hoả lực cá nhân                                         | Kết quả                                                      |
| 1                                                            | Chín muồi                                                    | "Mưa trên phố Huế" (Minh Kỳ, Tôn Nữ Thụy Khương, Neko Lê)              | Neko Lê                                                      | 3210                                                         | 5620                                                         | _                                                            | Bị loại                                                      |
| 1                                                            | Chín muồi                                                    | "Mưa trên phố Huế" (Minh Kỳ, Tôn Nữ Thụy Khương, Neko Lê)              | Tăng Phúc                                                    | 3210                                                         | 5620                                                         | 150                                                          | Thăng cấp                                                    |
| 1                                                            | Chín muồi                                                    | "Mưa trên phố Huế" (Minh Kỳ, Tôn Nữ Thụy Khương, Neko Lê)              | Thiên Minh                                                   | 3210                                                         | 5620                                                         | 350                                                          | Thăng cấp                                                    |
| 1                                                            | Chín muồi                                                    | "Mưa trên phố Huế" (Minh Kỳ, Tôn Nữ Thụy Khương, Neko Lê)              | BB Trần                                                      | 3210                                                         | 5620                                                         | 370                                                          | Thăng cấp                                                    |
| 1                                                            | Chín muồi                                                    | "Mưa trên phố Huế" (Minh Kỳ, Tôn Nữ Thụy Khương, Neko Lê)              | Liên Bỉnh Phát                                               | 3210                                                         | 5620                                                         | 130                                                          | Thăng cấp                                                    |
| 1                                                            | Chín muồi                                                    | "Mưa trên phố Huế" (Minh Kỳ, Tôn Nữ Thụy Khương, Neko Lê)              | S.T Sơn Thạch                                                | 3210                                                         | 5620                                                         | 270                                                          | Thăng cấp                                                    |
| 1                                                            | Chín muồi                                                    | "Mưa trên phố Huế" (Minh Kỳ, Tôn Nữ Thụy Khương, Neko Lê)              | Kay Trần                                                     | 3210                                                         | 5620                                                         | 860                                                          | Thăng cấp                                                    |
| 1                                                            | Chín muồi                                                    | "Mưa trên phố Huế" (Minh Kỳ, Tôn Nữ Thụy Khương, Neko Lê)              | Bùi Công Nam                                                 | 3210                                                         | 5620                                                         | 340                                                          | Thăng cấp                                                    |
| 2                                                            | Trẻ                                                          | "Đào liễu" (Chèo cổ, Binz)                                             | Đinh Tiến Đạt                                                | 3020                                                         | 6060                                                         | 320                                                          | Thăng cấp                                                    |
| 2                                                            | Trẻ                                                          | "Đào liễu" (Chèo cổ, Binz)                                             | Tiến Luật                                                    | 3020                                                         | 6060                                                         | 650                                                          | Thăng cấp                                                    |
| 2                                                            | Trẻ                                                          | "Đào liễu" (Chèo cổ, Binz)                                             | Quốc Thiên                                                   | 3020                                                         | 6060                                                         | 560                                                          | Thăng cấp                                                    |
| 2                                                            | Trẻ                                                          | "Đào liễu" (Chèo cổ, Binz)                                             | Binz                                                         | 3020                                                         | 6060                                                         | 540                                                          | Thăng cấp                                                    |
| 2                                                            | Trẻ                                                          | "Đào liễu" (Chèo cổ, Binz)                                             | Rhymastic                                                    | 3020                                                         | 6060                                                         | 400                                                          | Thăng cấp                                                    |
| 2                                                            | Trẻ                                                          | "Đào liễu" (Chèo cổ, Binz)                                             | Duy Khánh                                                    | 3020                                                         | 6060                                                         | 180                                                          | Thăng cấp                                                    |
| 3                                                            | Mứt gừng                                                     | "Dạ cổ hoài lang" (Cao Văn Lầu, Hữu Quốc)                              | Bằng Kiều                                                    | 2910                                                         | 3680                                                         | 190                                                          | Thăng cấp                                                    |
| 3                                                            | Mứt gừng                                                     | "Dạ cổ hoài lang" (Cao Văn Lầu, Hữu Quốc)                              | Phan Đinh Tùng                                               | 2910                                                         | 3680                                                         | 160                                                          | Thăng cấp                                                    |
| 3                                                            | Mứt gừng                                                     | "Dạ cổ hoài lang" (Cao Văn Lầu, Hữu Quốc)                              | Phạm Khánh Hưng                                              | 2910                                                         | 3680                                                         | _                                                            | Bị loại                                                      |
| 3                                                            | Mứt gừng                                                     | "Dạ cổ hoài lang" (Cao Văn Lầu, Hữu Quốc)                              | Trương Thế Vinh                                              | 2910                                                         | 3680                                                         | 230                                                          | Thăng cấp                                                    |
| 3                                                            | Mứt gừng                                                     | "Dạ cổ hoài lang" (Cao Văn Lầu, Hữu Quốc)                              | Đỗ Hoàng Hiệp                                                | 2910                                                         | 3680                                                         | 330                                                          | Thăng cấp                                                    |
| 3                                                            | Mứt gừng                                                     | "Dạ cổ hoài lang" (Cao Văn Lầu, Hữu Quốc)                              | Nguyễn Trần Duy Nhất                                         | 2910                                                         | 3680                                                         | _                                                            | Bị loại                                                      |
| 4                                                            | Cá lớn                                                       | "Chiếc khăn piêu" (Doãn Nho, Soobin)                                   | Tự Long                                                      | 3010                                                         | 3790                                                         | 630                                                          | Thăng cấp                                                    |
| 4                                                            | Cá lớn                                                       | "Chiếc khăn piêu" (Doãn Nho, Soobin)                                   | Tuấn Hưng                                                    | 3010                                                         | 3790                                                         | 210                                                          | Thăng cấp                                                    |
| 4                                                            | Cá lớn                                                       | "Chiếc khăn piêu" (Doãn Nho, Soobin)                                   | Đăng Khôi                                                    | 3010                                                         | 3790                                                         | _                                                            | Bị loại                                                      |
| 4                                                            | Cá lớn                                                       | "Chiếc khăn piêu" (Doãn Nho, Soobin)                                   | Thanh Duy                                                    | 3010                                                         | 3790                                                         | 290                                                          | Thăng cấp                                                    |
| 4                                                            | Cá lớn                                                       | "Chiếc khăn piêu" (Doãn Nho, Soobin)                                   | Cường Seven                                                  | 3010                                                         | 3790                                                         | 680                                                          | Thăng cấp                                                    |
| 4                                                            | Cá lớn                                                       | "Chiếc khăn piêu" (Doãn Nho, Soobin)                                   | Jun Phạm                                                     | 3010                                                         | 3790                                                         | 690                                                          | Thăng cấp                                                    |
| 4                                                            | Cá lớn                                                       | "Chiếc khăn piêu" (Doãn Nho, Soobin)                                   | (S)TRONG Trọng Hiếu                                          | 3010                                                         | 3790                                                         | 360                                                          | Thăng cấp                                                    |
| 4                                                            | Cá lớn                                                       | "Chiếc khăn piêu" (Doãn Nho, Soobin)                                   | Soobin                                                       | 3010                                                         | 3790                                                         | 1130                                                         | Thăng cấp                                                    |

### Vòng công diễn 5: Thế giới song song
Ở công diễn 5, các anh tài thực hiện thành lập hai nhà lớn mới với 12 thành viên cho mỗi nhà. Nhà thứ nhất bao gồm tất cả các thành viên và thủ lĩnh của nhà Trẻ – nhà giành chiến thắng ở công diễn 4, trong khi sáu anh tài có điểm bình chọn cá nhân cao nhất của ba nhà còn lại (gồm Tự Long, Jun Phạm, BB Trần, (S)TRONG Trọng Hiếu, Soobin và Kay Trần) và Cường Seven – thủ lĩnh có số điểm yêu thích cao nhất (1830 điểm) trong công diễn 4 – tạo nên đội hình ban đầu của nhà thứ hai. Hai thủ lĩnh tiến hành chiêu mộ thành viên bằng cách đi đến từng phòng nơi những người còn lại đang ngồi chờ, và trao đổi riêng với anh tài mà mình muốn chiêu mộ. Sau đó, các thủ lĩnh trở về phòng hội nghị và gọi tên anh tài mình mời tham gia vào đội; anh tài được mời có quyền đồng ý hoặc từ chối lời mời đó. Trong trường hợp anh tài nhận được lời mời từ cả hai nhà lớn, quyền quyết định thuộc về anh tài được mời. Khi một nhà đã đủ số lượng thành viên trước, những anh tài không nhận được lời mời lập tức gia nhập vào nhà lớn còn lại. Hai nhà lớn sau khi thiết lập được đặt tên lần lượt là Thiếu nhi và Tinh hoa.
Khác với các công diễn trước đó, quá trình lựa chọn và đấu giá bài hát lần này được triển khai phức tạp, với ba vòng đấu giá cho toàn bộ sáu bài hát để lựa chọn. Ở mỗi vòng đấu giá, hai nhà lần lượt đấu giá theo từng cặp bài hát, cũng chính là các bài hát mà các nhà phải thi đấu đối kháng với nhau. Hai nhà tự thảo luận với các thành viên trong nhà để cử một đại diện ngồi vào bàn đấu giá và phải luân phiên thay đổi người đại diện theo từng vòng đấu. Nhiệm vụ của các thành viên đại diện mỗi nhà là đưa ra một số điểm hỏa lực để lựa chọn và đầu tư cho ca khúc mà mình mong muốn. Theo đó, trên mặt bàn đấu giá có các thẻ điểm được đánh số từ 0 đến 9, bốn ô đặt điểm tương đương với hàng đơn vị, hàng chục, hàng trăm và hàng nghìn, và một ô để đặt thẻ ca khúc mà nhà mong muốn đấu giá trong từng vòng đấu. Quá trình đấu giá diễn ra như sau:
1. Khi đặt lên bàn đấu giá, đại diện của mỗi nhà phải úp mặt các thẻ xuống và không được tiết lộ cho đối thủ biết.
2. Sau khi đặt các thẻ điểm hỏa lực đầu tư và thẻ ca khúc muốn đấu giá, mỗi nhà tiết lộ các thẻ điểm của mình, bắt đầu từ hàng đơn vị và hàng chục. Sau khi biết được điểm của hàng đơn vị và hàng chục, các nhà có ba phút thảo luận để thay đổi thẻ điểm hàng trăm của mình trước khi lật thẻ. Quy trình cũng được lặp lại đối với thẻ điểm hàng nghìn, tuy nhiên thẻ ca khúc mà mỗi nhà mong muốn đấu giá vẫn không thay đổi.
3. Sau khi tiết lộ tất cả các thẻ điểm đầu tư, hai nhà phải tiết lộ ca khúc mà mình lựa chọn. Nhà nào đưa ra số điểm hoả lực cao hơn nhận được ca khúc tương ứng, đồng thời có quyền lựa chọn thứ tự biểu diễn trước hoặc sau cho vòng đấu đó tại phiên bày binh bố trận thành viên sau này.[i] Nhà còn lại nếu không giành được bài hát mong muốn phải nhận bài hát còn lại với chính số điểm mà nhà đã mang ra để đầu tư, và phải chấp nhận thứ tự biểu diễn của mình cho vòng đấu đó.
4. Trong trường hợp hai nhà lớn đặt hai ca khúc khác nhau, mỗi ca khúc mặc định thuộc về nhà tương ứng, song các nhà vẫn bị trừ điểm hỏa lực.

Bên cạnh đó, các anh tài còn tham gia vào một cuộc bỏ phiếu kín để chọn ra hai anh tài đã bị loại ở các công diễn trước quay trở lại ở vòng này, với Hà Lê và Kiên Ứng là những người được hồi sinh. Dựa trên trung bình cộng của số điểm yêu thích cá nhân, anh tài hồi sinh có số điểm cao hơn được quyền lựa chọn nhà lớn mà mình muốn gia nhập, và chỉ được tham gia trình diễn một trong ba tiết mục. Không có giới hạn về số lượng thành viên tham gia cho các bài biểu diễn lần này, nhưng mỗi anh tài vẫn phải trình diễn ít nhất một tiết mục.
Trong đêm công diễn 5, các tiết mục tập trung hoàn toàn vào giọng hát, kỹ thuật biểu diễn và thay đổi phong cách của mỗi cá nhân, cũng như sự phối hợp giữa các thành viên biểu diễn cùng nhau mà không có vũ đoàn, cảnh trí và đạo cụ đi kèm. Các anh tài tham gia trình diễn theo hình thức đối kháng, và khán giả bình chọn cho một trong hai tiết mục sau mỗi vòng đấu. Nhà có điểm số thấp hơn trong mỗi vòng phải nhận một suất loại thành viên cho mình, và ba thành viên của hai nhà có số điểm cá nhân thấp nhất phải rời khỏi cuộc chơi. Ngoài ra, anh tài hồi sinh trở thành thành viên chính thức của nhà đó nếu giành chiến thắng trong vòng đấu; ngược lại người đó bị trừ đi 20% số điểm yêu thích cá nhân có được. Kết thúc vòng công diễn 5, Trương Thế Vinh, Tăng Phúc và Liên Bỉnh Phát là ba anh tài phải chia tay với chương trình, còn Hà Lê và Kiên Ứng đều được hồi sinh thành công và trở thành thành viên của cả hai nhà lớn.
| Tập 12 – Vòng công diễn thứ năm – Phần 1 (28 tháng 9 năm 2024) | Tập 12 – Vòng công diễn thứ năm – Phần 1 (28 tháng 9 năm 2024) | Tập 12 – Vòng công diễn thứ năm – Phần 1 (28 tháng 9 năm 2024)                                                                   | Tập 12 – Vòng công diễn thứ năm – Phần 1 (28 tháng 9 năm 2024) | Tập 12 – Vòng công diễn thứ năm – Phần 1 (28 tháng 9 năm 2024) | Tập 12 – Vòng công diễn thứ năm – Phần 1 (28 tháng 9 năm 2024) | Tập 12 – Vòng công diễn thứ năm – Phần 1 (28 tháng 9 năm 2024) | Tập 12 – Vòng công diễn thứ năm – Phần 1 (28 tháng 9 năm 2024) | Tập 12 – Vòng công diễn thứ năm – Phần 1 (28 tháng 9 năm 2024) |
| Vòng đấu thứ nhất: Vocal                                       | Vòng đấu thứ nhất: Vocal                                       | Vòng đấu thứ nhất: Vocal | Vòng đấu thứ nhất: Vocal                                       | Vòng đấu thứ nhất: Vocal                                       | Vòng đấu thứ nhất: Vocal                                       | Vòng đấu thứ nhất: Vocal                                       | Vòng đấu thứ nhất: Vocal                                       | Vòng đấu thứ nhất: Vocal                                       |
| Thứ tự                                                         | Tên nhà lớn                                                    | Bài hát biểu diễn (Tác giả) | Thành viên                                                     | Thành viên                                                     | Điểm                                                           | Điểm                                                           | Kết quả vòng đấu                                               | Kết quả vòng đấu                                               |
| -------------------------------------------------------------- | -------------------------------------------------------------- | --- | -------------------------------------------------------------- | -------------------------------------------------------------- | -------------------------------------------------------------- | -------------------------------------------------------------- | -------------------------------------------------------------- | -------------------------------------------------------------- |
| 1                                                              | Tinh hoa                                                       | "Phai" (Microwave, Charles, Soobin)                                                                                              | Bằng Kiều                                                      | Bằng Kiều                                                      | 1720                                                           | 1720                                                           | Nguy hiểm                                                      | Nguy hiểm                                                      |
| 1                                                              | Tinh hoa                                                       | "Phai" (Microwave, Charles, Soobin)                                                                                              | Tự Long                                                        |                                                                | 1720                                                           | 1720                                                           | Nguy hiểm                                                      | Nguy hiểm                                                      |
| 1                                                              | Tinh hoa                                                       | "Phai" (Microwave, Charles, Soobin)                                                                                              | Phan Đinh Tùng                                                 |                                                                | 1720                                                           | 1720                                                           | Nguy hiểm                                                      | Nguy hiểm                                                      |
| 1                                                              | Tinh hoa                                                       | "Phai" (Microwave, Charles, Soobin)                                                                                              | Tuấn Hưng                                                      |                                                                | 1720                                                           | 1720                                                           | Nguy hiểm                                                      | Nguy hiểm                                                      |
| 1                                                              | Tinh hoa                                                       | "Phai" (Microwave, Charles, Soobin)                                                                                              | Trương Thế Vinh                                                |                                                                | 1720                                                           | 1720                                                           | Nguy hiểm                                                      | Nguy hiểm                                                      |
| 1                                                              | Tinh hoa                                                       | "Phai" (Microwave, Charles, Soobin)                                                                                              | Jun Phạm                                                       |                                                                | 1720                                                           | 1720                                                           | Nguy hiểm                                                      | Nguy hiểm                                                      |
| 1                                                              | Tinh hoa                                                       | "Phai" (Microwave, Charles, Soobin)                                                                                              | BB Trần                                                        |                                                                | 1720                                                           | 1720                                                           | Nguy hiểm                                                      | Nguy hiểm                                                      |
| 1                                                              | Tinh hoa                                                       | "Phai" (Microwave, Charles, Soobin)                                                                                              | S.T Sơn Thạch                                                  |                                                                | 1720                                                           | 1720                                                           | Nguy hiểm                                                      | Nguy hiểm                                                      |
| 1                                                              | Tinh hoa                                                       | "Phai" (Microwave, Charles, Soobin)                                                                                              | Soobin                                                         |                                                                | 1720                                                           | 1720                                                           | Nguy hiểm                                                      | Nguy hiểm                                                      |
| 1                                                              | Tinh hoa                                                       | "Phai" (Microwave, Charles, Soobin)                                                                                              | Kay Trần                                                       |                                                                | 1720                                                           | 1720                                                           | Nguy hiểm                                                      | Nguy hiểm                                                      |
| 2                                                              | Thiếu nhi                                                      | "If" (Vũ Cát Tường, Bùi Công Nam)                                                                                                | Đinh Tiến Đạt                                                  | Đinh Tiến Đạt                                                  | 1780                                                           | 1780                                                           | Thắng                                                          | Thắng                                                          |
| 2                                                              | Thiếu nhi                                                      | "If" (Vũ Cát Tường, Bùi Công Nam)                                                                                                | Tiến Luật                                                      |                                                                | 1780                                                           | 1780                                                           | Thắng                                                          | Thắng                                                          |
| 2                                                              | Thiếu nhi                                                      | "If" (Vũ Cát Tường, Bùi Công Nam)                                                                                                | Đỗ Hoàng Hiệp                                                  |                                                                | 1780                                                           | 1780                                                           | Thắng                                                          | Thắng                                                          |
| 2                                                              | Thiếu nhi                                                      | "If" (Vũ Cát Tường, Bùi Công Nam)                                                                                                | Thanh Duy                                                      |                                                                | 1780                                                           | 1780                                                           | Thắng                                                          | Thắng                                                          |
| 2                                                              | Thiếu nhi                                                      | "If" (Vũ Cát Tường, Bùi Công Nam)                                                                                                | Quốc Thiên                                                     |                                                                | 1780                                                           | 1780                                                           | Thắng                                                          | Thắng                                                          |
| 2                                                              | Thiếu nhi                                                      | "If" (Vũ Cát Tường, Bùi Công Nam)                                                                                                | Binz                                                           |                                                                | 1780                                                           | 1780                                                           | Thắng                                                          | Thắng                                                          |
| 2                                                              | Thiếu nhi                                                      | "If" (Vũ Cát Tường, Bùi Công Nam)                                                                                                | Tăng Phúc                                                      |                                                                | 1780                                                           | 1780                                                           | Thắng                                                          | Thắng                                                          |
| 2                                                              | Thiếu nhi                                                      | "If" (Vũ Cát Tường, Bùi Công Nam)                                                                                                | Thiên Minh                                                     |                                                                | 1780                                                           | 1780                                                           | Thắng                                                          | Thắng                                                          |
| 2                                                              | Thiếu nhi                                                      | "If" (Vũ Cát Tường, Bùi Công Nam)                                                                                                | Liên Bỉnh Phát                                                 |                                                                | 1780                                                           | 1780                                                           | Thắng                                                          | Thắng                                                          |
| 2                                                              | Thiếu nhi                                                      | "If" (Vũ Cát Tường, Bùi Công Nam)                                                                                                | Rhymastic                                                      |                                                                | 1780                                                           | 1780                                                           | Thắng                                                          | Thắng                                                          |
| 2                                                              | Thiếu nhi                                                      | "If" (Vũ Cát Tường, Bùi Công Nam)                                                                                                | Bùi Công Nam                                                   |                                                                | 1780                                                           | 1780                                                           | Thắng                                                          | Thắng                                                          |
| 2                                                              | Thiếu nhi                                                      | "If" (Vũ Cát Tường, Bùi Công Nam)                                                                                                | Duy Khánh                                                      |                                                                | 1780                                                           | 1780                                                           | Thắng                                                          | Thắng                                                          |
| Vòng đấu thứ hai: Performance                                  |                                                                | |                                                                |                                                                |                                                                |                                                                |                                                                |                                                                |
| Thứ tự                                                         | Tên nhà lớn                                                    | Bài hát biểu diễn (Tác giả) | Thành viên                                                     | Thành viên                                                     | Điểm                                                           | Điểm                                                           | Kết quả vòng đấu                                               | Kết quả vòng đấu                                               |
| 1                                                              | Tinh hoa                                                       | "Rơi" (Hồ Hoài Anh, Kay Trần) | Trương Thế Vinh                                                | Trương Thế Vinh                                                | 1850                                                           | 1850                                                           | Thắng                                                          | Thắng                                                          |
| 1                                                              | Tinh hoa                                                       | "Rơi" (Hồ Hoài Anh, Kay Trần) | Jun Phạm                                                       |                                                                | 1850                                                           | 1850                                                           | Thắng                                                          | Thắng                                                          |
| 1                                                              | Tinh hoa                                                       | "Rơi" (Hồ Hoài Anh, Kay Trần) | BB Trần                                                        |                                                                | 1850                                                           | 1850                                                           | Thắng                                                          | Thắng                                                          |
| 1                                                              | Tinh hoa                                                       | "Rơi" (Hồ Hoài Anh, Kay Trần) | S.T Sơn Thạch                                                  |                                                                | 1850                                                           | 1850                                                           | Thắng                                                          | Thắng                                                          |
| 1                                                              | Tinh hoa                                                       | "Rơi" (Hồ Hoài Anh, Kay Trần) | (S)TRONG Trọng Hiếu                                            |                                                                | 1850                                                           | 1850                                                           | Thắng                                                          | Thắng                                                          |
| 1                                                              | Tinh hoa                                                       | "Rơi" (Hồ Hoài Anh, Kay Trần) | Kay Trần                                                       |                                                                | 1850                                                           | 1850                                                           | Thắng                                                          | Thắng                                                          |
| 2                                                              | Thiếu nhi                                                      | "Bay" (Nguyễn Hải Phong, Charles, Binz, Rhymastic)                                                                               | Đinh Tiến Đạt                                                  | Đinh Tiến Đạt                                                  | 1650                                                           | 1650                                                           | Nguy hiểm                                                      | Nguy hiểm                                                      |
| 2                                                              | Thiếu nhi                                                      | "Bay" (Nguyễn Hải Phong, Charles, Binz, Rhymastic)                                                                               | Tiến Luật                                                      |                                                                | 1650                                                           | 1650                                                           | Nguy hiểm                                                      | Nguy hiểm                                                      |
| 2                                                              | Thiếu nhi                                                      | "Bay" (Nguyễn Hải Phong, Charles, Binz, Rhymastic)                                                                               | Đỗ Hoàng Hiệp                                                  |                                                                | 1650                                                           | 1650                                                           | Nguy hiểm                                                      | Nguy hiểm                                                      |
| 2                                                              | Thiếu nhi                                                      | "Bay" (Nguyễn Hải Phong, Charles, Binz, Rhymastic)                                                                               | Thanh Duy                                                      |                                                                | 1650                                                           | 1650                                                           | Nguy hiểm                                                      | Nguy hiểm                                                      |
| 2                                                              | Thiếu nhi                                                      | "Bay" (Nguyễn Hải Phong, Charles, Binz, Rhymastic)                                                                               | Quốc Thiên                                                     |                                                                | 1650                                                           | 1650                                                           | Nguy hiểm                                                      | Nguy hiểm                                                      |
| 2                                                              | Thiếu nhi                                                      | "Bay" (Nguyễn Hải Phong, Charles, Binz, Rhymastic)                                                                               | Binz                                                           |                                                                | 1650                                                           | 1650                                                           | Nguy hiểm                                                      | Nguy hiểm                                                      |
| 2                                                              | Thiếu nhi                                                      | "Bay" (Nguyễn Hải Phong, Charles, Binz, Rhymastic)                                                                               | Tăng Phúc                                                      |                                                                | 1650                                                           | 1650                                                           | Nguy hiểm                                                      | Nguy hiểm                                                      |
| 2                                                              | Thiếu nhi                                                      | "Bay" (Nguyễn Hải Phong, Charles, Binz, Rhymastic)                                                                               | Thiên Minh                                                     |                                                                | 1650                                                           | 1650                                                           | Nguy hiểm                                                      | Nguy hiểm                                                      |
| 2                                                              | Thiếu nhi                                                      | "Bay" (Nguyễn Hải Phong, Charles, Binz, Rhymastic)                                                                               | Liên Bỉnh Phát                                                 |                                                                | 1650                                                           | 1650                                                           | Nguy hiểm                                                      | Nguy hiểm                                                      |
| 2                                                              | Thiếu nhi                                                      | "Bay" (Nguyễn Hải Phong, Charles, Binz, Rhymastic)                                                                               | Rhymastic                                                      |                                                                | 1650                                                           | 1650                                                           | Nguy hiểm                                                      | Nguy hiểm                                                      |
| 2                                                              | Thiếu nhi                                                      | "Bay" (Nguyễn Hải Phong, Charles, Binz, Rhymastic)                                                                               | Bùi Công Nam                                                   |                                                                | 1650                                                           | 1650                                                           | Nguy hiểm                                                      | Nguy hiểm                                                      |
| 2                                                              | Thiếu nhi                                                      | "Bay" (Nguyễn Hải Phong, Charles, Binz, Rhymastic)                                                                               | Duy Khánh                                                      |                                                                | 1650                                                           | 1650                                                           | Nguy hiểm                                                      | Nguy hiểm                                                      |
| Tập 13 – Vòng công diễn thứ năm – Phần 2 (5 tháng 10 năm 2024) |                                                                | |                                                                |                                                                |                                                                |                                                                |                                                                |                                                                |
| Vòng đấu thứ ba: New Beat                                      |                                                                | |                                                                |                                                                |                                                                |                                                                |                                                                |                                                                |
| Thứ tự                                                         | Tên nhà lớn                                                    | Bài hát biểu diễn (Tác giả) | Thành viên                                                     | Điểm                                                           | Tổng điểm                                                      | Điểm hỏa lực cá nhân                                           | Kết quả vòng đấu                                               | Kết quả                                                        |
| 1                                                              | Tinh hoa                                                       | "Nét" (Soobin, Kay Trần, S.A. Milo, Touliver, Kriss Ngô)                                                                         | Bằng Kiều                                                      | 1990                                                           | 5560                                                           | 290                                                            | Thắng                                                          | Thăng cấp                                                      |
| 1                                                              | Tinh hoa                                                       | "Nét" (Soobin, Kay Trần, S.A. Milo, Touliver, Kriss Ngô)                                                                         | Tự Long                                                        | 1990                                                           | 5560                                                           | 420                                                            | Thắng                                                          | Thăng cấp                                                      |
| 1                                                              | Tinh hoa                                                       | "Nét" (Soobin, Kay Trần, S.A. Milo, Touliver, Kriss Ngô)                                                                         | Phan Đinh Tùng                                                 | 1990                                                           | 5560                                                           | 170                                                            | Thắng                                                          | Thăng cấp                                                      |
| 1                                                              | Tinh hoa                                                       | "Nét" (Soobin, Kay Trần, S.A. Milo, Touliver, Kriss Ngô)                                                                         | Tuấn Hưng                                                      | 1990                                                           | 5560                                                           | 190                                                            | Thắng                                                          | Thăng cấp                                                      |
| 1                                                              | Tinh hoa                                                       | "Nét" (Soobin, Kay Trần, S.A. Milo, Touliver, Kriss Ngô)                                                                         | Trương Thế Vinh                                                | 1990                                                           | 5560                                                           | 160                                                            | Thắng                                                          | Bị loại                                                        |
| 1                                                              | Tinh hoa                                                       | "Nét" (Soobin, Kay Trần, S.A. Milo, Touliver, Kriss Ngô)                                                                         | Cường Seven                                                    | 1990                                                           | 5560                                                           | 690                                                            | Thắng                                                          | Thăng cấp                                                      |
| 1                                                              | Tinh hoa                                                       | "Nét" (Soobin, Kay Trần, S.A. Milo, Touliver, Kriss Ngô)                                                                         | Jun Phạm                                                       | 1990                                                           | 5560                                                           | 860                                                            | Thắng                                                          | Thăng cấp                                                      |
| 1                                                              | Tinh hoa                                                       | "Nét" (Soobin, Kay Trần, S.A. Milo, Touliver, Kriss Ngô)                                                                         | BB Trần                                                        | 1990                                                           | 5560                                                           | 400                                                            | Thắng                                                          | Thăng cấp                                                      |
| 1                                                              | Tinh hoa                                                       | "Nét" (Soobin, Kay Trần, S.A. Milo, Touliver, Kriss Ngô)                                                                         | S.T Sơn Thạch                                                  | 1990                                                           | 5560                                                           | 350                                                            | Thắng                                                          | Thăng cấp                                                      |
| 1                                                              | Tinh hoa                                                       | "Nét" (Soobin, Kay Trần, S.A. Milo, Touliver, Kriss Ngô)                                                                         | Kiên Ứng                                                       | 1990                                                           | 5560                                                           | 220                                                            | Thắng                                                          | Thăng cấp                                                      |
| 1                                                              | Tinh hoa                                                       | "Nét" (Soobin, Kay Trần, S.A. Milo, Touliver, Kriss Ngô)                                                                         | (S)TRONG Trọng Hiếu                                            | 1990                                                           | 5560                                                           | 370                                                            | Thắng                                                          | Thăng cấp                                                      |
| 1                                                              | Tinh hoa                                                       | "Nét" (Soobin, Kay Trần, S.A. Milo, Touliver, Kriss Ngô)                                                                         | Soobin                                                         | 1990                                                           | 5560                                                           | 970                                                            | Thắng                                                          | Thăng cấp                                                      |
| 1                                                              | Tinh hoa                                                       | "Nét" (Soobin, Kay Trần, S.A. Milo, Touliver, Kriss Ngô)                                                                         | Kay Trần                                                       | 1990                                                           | 5560                                                           | 740                                                            | Thắng                                                          | Thăng cấp                                                      |
| 2                                                              | Thiếu nhi                                                      | "Đỏ quên đi" (Hà Lê, Đỗ Hoàng Hiệp, Binz, Rhymastic, Bùi Công Nam, Touliver (Nomovodka), Quân Xmas (Nomovodka), K.A (Nomovodka)) | Đinh Tiến Đạt                                                  | 1510                                                           | 4940                                                           | 380                                                            | Thua                                                           | Thăng cấp                                                      |
| 2                                                              | Thiếu nhi                                                      | "Đỏ quên đi" (Hà Lê, Đỗ Hoàng Hiệp, Binz, Rhymastic, Bùi Công Nam, Touliver (Nomovodka), Quân Xmas (Nomovodka), K.A (Nomovodka)) | Tiến Luật                                                      | 1510                                                           | 4940                                                           | 390                                                            | Thua                                                           | Thăng cấp                                                      |
| 2                                                              | Thiếu nhi                                                      | "Đỏ quên đi" (Hà Lê, Đỗ Hoàng Hiệp, Binz, Rhymastic, Bùi Công Nam, Touliver (Nomovodka), Quân Xmas (Nomovodka), K.A (Nomovodka)) | Hà Lê                                                          | 1510                                                           | 4940                                                           | 180                                                            | Thua                                                           | Thăng cấp                                                      |
| 2                                                              | Thiếu nhi                                                      | "Đỏ quên đi" (Hà Lê, Đỗ Hoàng Hiệp, Binz, Rhymastic, Bùi Công Nam, Touliver (Nomovodka), Quân Xmas (Nomovodka), K.A (Nomovodka)) | Đỗ Hoàng Hiệp                                                  | 1510                                                           | 4940                                                           | 260                                                            | Thua                                                           | Thăng cấp                                                      |
| 2                                                              | Thiếu nhi                                                      | "Đỏ quên đi" (Hà Lê, Đỗ Hoàng Hiệp, Binz, Rhymastic, Bùi Công Nam, Touliver (Nomovodka), Quân Xmas (Nomovodka), K.A (Nomovodka)) | Thanh Duy                                                      | 1510                                                           | 4940                                                           | 630                                                            | Thua                                                           | Thăng cấp                                                      |
| 2                                                              | Thiếu nhi                                                      | "Đỏ quên đi" (Hà Lê, Đỗ Hoàng Hiệp, Binz, Rhymastic, Bùi Công Nam, Touliver (Nomovodka), Quân Xmas (Nomovodka), K.A (Nomovodka)) | Quốc Thiên                                                     | 1510                                                           | 4940                                                           | 440                                                            | Thua                                                           | Thăng cấp                                                      |
| 2                                                              | Thiếu nhi                                                      | "Đỏ quên đi" (Hà Lê, Đỗ Hoàng Hiệp, Binz, Rhymastic, Bùi Công Nam, Touliver (Nomovodka), Quân Xmas (Nomovodka), K.A (Nomovodka)) | Binz                                                           | 1510                                                           | 4940                                                           | 650                                                            | Thua                                                           | Thăng cấp                                                      |
| 2                                                              | Thiếu nhi                                                      | "Đỏ quên đi" (Hà Lê, Đỗ Hoàng Hiệp, Binz, Rhymastic, Bùi Công Nam, Touliver (Nomovodka), Quân Xmas (Nomovodka), K.A (Nomovodka)) | Tăng Phúc                                                      | 1510                                                           | 4940                                                           | 140                                                            | Thua                                                           | Bị loại                                                        |
| 2                                                              | Thiếu nhi                                                      | "Đỏ quên đi" (Hà Lê, Đỗ Hoàng Hiệp, Binz, Rhymastic, Bùi Công Nam, Touliver (Nomovodka), Quân Xmas (Nomovodka), K.A (Nomovodka)) | Thiên Minh                                                     | 1510                                                           | 4940                                                           | 310                                                            | Thua                                                           | Thăng cấp                                                      |
| 2                                                              | Thiếu nhi                                                      | "Đỏ quên đi" (Hà Lê, Đỗ Hoàng Hiệp, Binz, Rhymastic, Bùi Công Nam, Touliver (Nomovodka), Quân Xmas (Nomovodka), K.A (Nomovodka)) | Liên Bỉnh Phát                                                 | 1510                                                           | 4940                                                           | 90                                                             | Thua                                                           | Bị loại                                                        |
| 2                                                              | Thiếu nhi                                                      | "Đỏ quên đi" (Hà Lê, Đỗ Hoàng Hiệp, Binz, Rhymastic, Bùi Công Nam, Touliver (Nomovodka), Quân Xmas (Nomovodka), K.A (Nomovodka)) | Rhymastic                                                      | 1510                                                           | 4940                                                           | 460                                                            | Thua                                                           | Thăng cấp                                                      |
| 2                                                              | Thiếu nhi                                                      | "Đỏ quên đi" (Hà Lê, Đỗ Hoàng Hiệp, Binz, Rhymastic, Bùi Công Nam, Touliver (Nomovodka), Quân Xmas (Nomovodka), K.A (Nomovodka)) | Bùi Công Nam                                                   | 1510                                                           | 4940                                                           | 490                                                            | Thua                                                           | Thăng cấp                                                      |
| 2                                                              | Thiếu nhi                                                      | "Đỏ quên đi" (Hà Lê, Đỗ Hoàng Hiệp, Binz, Rhymastic, Bùi Công Nam, Touliver (Nomovodka), Quân Xmas (Nomovodka), K.A (Nomovodka)) | Duy Khánh                                                      | 1510                                                           | 4940                                                           | 200                                                            | Thua                                                           | Thăng cấp                                                      |

### Chung kết: Anh, Tôi thành chúng ta
Ở đêm chung kết, không có sự thay đổi về đội hình, các nhà bước vào ba vòng đấu với ba chủ đề khác nhau: 
- Ở vòng thứ nhất, mỗi nhà cử một số lượng thành viên để trình diễn các bài hát hit của các thành viên bên phía nhà đối thủ. Nhà chiến thắng vòng này giành được ba suất ra mắt trong đội hình gia tộc toàn năng.
- Sang vòng thứ hai, các thành viên trong nhà (ngoài những người đã trình diễn ở vòng 1) trình diễn một ca khúc được sáng tác hoàn toàn mới. Nhà chiến thắng vòng này giành được ba suất ra mắt trong đội hình gia tộc toàn năng.
- Đến vòng thứ ba, tất cả các thành viên của nhà tham gia vào một tiết mục cuối cùng. Nhà chiến thắng vòng này giành được năm suất ra mắt trong đội hình gia tộc toàn năng.

Căn cứ theo số suất ra mắt từng nhà giành được qua ba vòng thi và điểm hỏa lực cá nhân tổng hợp (được tính bằng 30% số điểm hỏa lực trung bình của năm đêm công diễn và điểm hỏa lực cá nhân trung bình trong đêm chung kết), 11 anh tài đầu tiên trong đội hình gia tộc toàn năng được xác định. Bên cạnh đó, sáu anh tài có điểm hỏa lực cá nhân tổng hợp cao nhất trong số các anh tài còn lại giành được sáu suất ra mắt cuối cùng, tạo thành đội hình đầy đủ 17 thành viên. Theo hình thức trên, 17 anh tài được lựa chọn để trở thành thành viên của gia tộc toàn năng bao gồm: Bằng Kiều, Tự Long, Đinh Tiến Đạt, Tiến Luật, Đỗ Hoàng Hiệp, Thanh Duy, Quốc Thiên, Binz, Cường Seven, Jun Phạm, BB Trần, S.T Sơn Thạch, Rhymastic, (S)TRONG Trọng Hiếu, Soobin, Kay Trần và Bùi Công Nam, với Cường Seven là thủ lĩnh (đội trưởng) của gia tộc toàn năng.
Vòng chung kết được chia làm hai đêm diễn, được phát sóng trong hai tập 14 và 15:
- Tập 14 – Chung kết 1: Trình diễn các bài hát của hai vòng đầu tiên. Nhóm LUNAS và Noo Phước Thịnh là các nghệ sĩ khách mời tham gia trình diễn trong tập này.
- Tập 15 – Chung kết 2 + Gala trao giải: Trình diễn các bài hát của vòng thứ ba, sau đó là đêm gala trao giải và công bố kết quả chung cuộc. Mỹ Mỹ là nghệ sĩ khách mời tham gia trình diễn trong tập này, thông qua việc trình diễn kết hợp với các anh tài đã bị loại trong chương trình. Ngoài ra, tất cả các anh tài đều trình diễn ca khúc chủ đề "Hỏa ca (Call Me by Fire)" và ca khúc "Trái Đất tròn" để tổng kết và khép lại mùa đầu tiên của chương trình.

Trong số 17 thành viên của đội hình "gia tộc toàn năng", Binz và Soobin có điểm hỏa lực cá nhân tổng hợp cao nhất của mỗi nhà nên cả hai cũng được nhận thêm giải thưởng X-Fire – Anh tài toàn năng. Bên cạnh đó, còn có những giải thưởng cá nhân dành cho các anh tài xuất sắc nhất trong chương trình, được chia làm ba hạng mục khác nhau. Các giải thưởng do các anh tài bình chọn bao gồm:
- X-Mentor – Anh tài truyền lửa, dành cho Bằng Kiều.
- X-Brother – Anh tài của các anh tài, dành cho Tự Long.
- X-Defender – Quân sư toàn năng, dành cho Trương Thế Vinh.
- King of X-Part, dành cho Rhymastic.

Các giải thưởng do ban tổ chức trao tặng bao gồm:
- X-Warrior – Anh tài vượt chông gai, dành cho Hồng Sơn.
- X-Infinite – Anh tài bứt phá giới hạn, dành cho Nguyễn Trần Duy Nhất.
- X-Icon – Anh tài biến hóa, dành cho Jun Phạm và Kay Trần.
- X-Traordinary – Anh tài ấn tượng, dành cho Hà Lê.
- X-Determine – Anh tài bền bỉ, dành cho Tuấn Hưng.
- X-Leader – Thủ lĩnh gia tộc toàn năng, dành cho Cường Seven.

Ngoài ra, các giải thưởng phụ khác cũng được tổng kết dựa vào kết quả bình chọn của khán giả trên nền tảng Yvote và được trao giải tại đêm hòa nhạc sau chương trình, bao gồm:
- Anh tài được yêu thích nhất, dành cho Soobin.
- Anh tài truyền cảm hứng, dành cho Tăng Phúc.
- Anh tài năng lượng, dành cho Bùi Công Nam.
- Anh tài quốc dân, dành cho Jun Phạm.
- Nam thần giải trí, dành cho Neko Lê.
- Anh tài ấm áp, dành cho S.T Sơn Thạch.
- Anh tài có điệu nhảy sexy nhất, dành cho Kay Trần.
- Anh tài "mỏ hỗn", dành cho Neko Lê.
- Anh tài hạt nhài, dành cho Liên Bỉnh Phát.

| Tập 14 – Chung kết 1 (12 tháng 10 năm 2024)                                                     | Tập 14 – Chung kết 1 (12 tháng 10 năm 2024)                                                     | Tập 14 – Chung kết 1 (12 tháng 10 năm 2024)                                                                                           | Tập 14 – Chung kết 1 (12 tháng 10 năm 2024)                           | Tập 14 – Chung kết 1 (12 tháng 10 năm 2024)                           | Tập 14 – Chung kết 1 (12 tháng 10 năm 2024)                           | Tập 14 – Chung kết 1 (12 tháng 10 năm 2024)                           | Tập 14 – Chung kết 1 (12 tháng 10 năm 2024)                           | Tập 14 – Chung kết 1 (12 tháng 10 năm 2024)                           | Tập 14 – Chung kết 1 (12 tháng 10 năm 2024)                           |
| Tiết mục khách mời                                                                              | Tiết mục khách mời                                                                              | Tiết mục khách mời | Tiết mục khách mời                                                    | Tiết mục khách mời                                                    | Tiết mục khách mời                                                    | Tiết mục khách mời                                                    | Tiết mục khách mời                                                    | Tiết mục khách mời                                                    | Tiết mục khách mời                                                    |
| Bài hát biểu diễn (Tác giả)                                                                     | Bài hát biểu diễn (Tác giả)                                                                     | Bài hát biểu diễn (Tác giả) | Nghệ sĩ biểu diễn                                                     | Nghệ sĩ biểu diễn                                                     | Nghệ sĩ biểu diễn                                                     | Nghệ sĩ biểu diễn                                                     | Nghệ sĩ biểu diễn                                                     | Nghệ sĩ biểu diễn                                                     | Nghệ sĩ biểu diễn                                                     |
| ----------------------------------------------------------------------------------------------- | ----------------------------------------------------------------------------------------------- | --- | --------------------------------------------------------------------- | --------------------------------------------------------------------- | --------------------------------------------------------------------- | --------------------------------------------------------------------- | --------------------------------------------------------------------- | --------------------------------------------------------------------- | --------------------------------------------------------------------- |
| "Hoa xương rồng" (Cheng, Trang Pháp, MastaL, Kriss Ngô)                                         | "Hoa xương rồng" (Cheng, Trang Pháp, MastaL, Kriss Ngô)                                         | "Hoa xương rồng" (Cheng, Trang Pháp, MastaL, Kriss Ngô)                                                                               | LUNAS                                                                 | LUNAS                                                                 | LUNAS                                                                 | LUNAS                                                                 | LUNAS                                                                 | LUNAS                                                                 | LUNAS                                                                 |
| Vòng đấu thứ nhất: "Anh"                                                                        |                                                                                                 | |                                                                       |                                                                       |                                                                       |                                                                       |                                                                       |                                                                       |                                                                       |
| Thứ tự                                                                                          | Tên nhà lớn                                                                                     | Bài hát biểu diễn (Tác giả) | Thành viên                                                            | Điểm                                                                  | Điểm                                                                  | Điểm                                                                  | Điểm                                                                  | Kết quả vòng đấu                                                      | Kết quả vòng đấu                                                      |
| 1                                                                                               | Thiếu nhi                                                                                       | "Bống bống bang bang" (Only C, Nguyễn Phúc Thiện, Lou Hoàng, Đinh Tiến Đạt, Tiến Luật, Thanh Duy, Binz, Rhymastic, Duy Khánh)         | Đinh Tiến Đạt                                                         | 1650                                                                  | 1650                                                                  | 1650                                                                  | 1650                                                                  | Nguy hiểm                                                             | Nguy hiểm                                                             |
| 1                                                                                               | Thiếu nhi                                                                                       | "Bống bống bang bang" (Only C, Nguyễn Phúc Thiện, Lou Hoàng, Đinh Tiến Đạt, Tiến Luật, Thanh Duy, Binz, Rhymastic, Duy Khánh)         | Tiến Luật                                                             | 1650                                                                  | 1650                                                                  | 1650                                                                  | 1650                                                                  | Nguy hiểm                                                             | Nguy hiểm                                                             |
| 1                                                                                               | Thiếu nhi                                                                                       | "Bống bống bang bang" (Only C, Nguyễn Phúc Thiện, Lou Hoàng, Đinh Tiến Đạt, Tiến Luật, Thanh Duy, Binz, Rhymastic, Duy Khánh)         | Thanh Duy                                                             | 1650                                                                  | 1650                                                                  | 1650                                                                  | 1650                                                                  | Nguy hiểm                                                             | Nguy hiểm                                                             |
| 1                                                                                               | Thiếu nhi                                                                                       | "Bống bống bang bang" (Only C, Nguyễn Phúc Thiện, Lou Hoàng, Đinh Tiến Đạt, Tiến Luật, Thanh Duy, Binz, Rhymastic, Duy Khánh)         | Quốc Thiên                                                            | 1650                                                                  | 1650                                                                  | 1650                                                                  | 1650                                                                  | Nguy hiểm                                                             | Nguy hiểm                                                             |
| 1                                                                                               | Thiếu nhi                                                                                       | "Bống bống bang bang" (Only C, Nguyễn Phúc Thiện, Lou Hoàng, Đinh Tiến Đạt, Tiến Luật, Thanh Duy, Binz, Rhymastic, Duy Khánh)         | Duy Khánh                                                             | 1650                                                                  | 1650                                                                  | 1650                                                                  | 1650                                                                  | Nguy hiểm                                                             | Nguy hiểm                                                             |
| 2                                                                                               | Tinh hoa                                                                                        | "Có không giữ mất đừng tìm" & "Gene" (Bùi Công Nam, Binz, Jun Phạm, APJ, Charles)                                                     | Bằng Kiều                                                             | 1850                                                                  | 1850                                                                  | 1850                                                                  | 1850                                                                  | Thắng                                                                 | Thắng                                                                 |
| 2                                                                                               | Tinh hoa                                                                                        | "Có không giữ mất đừng tìm" & "Gene" (Bùi Công Nam, Binz, Jun Phạm, APJ, Charles)                                                     | Tự Long                                                               | 1850                                                                  | 1850                                                                  | 1850                                                                  | 1850                                                                  | Thắng                                                                 | Thắng                                                                 |
| 2                                                                                               | Tinh hoa                                                                                        | "Có không giữ mất đừng tìm" & "Gene" (Bùi Công Nam, Binz, Jun Phạm, APJ, Charles)                                                     | Cường Seven                                                           | 1850                                                                  | 1850                                                                  | 1850                                                                  | 1850                                                                  | Thắng                                                                 | Thắng                                                                 |
| 2                                                                                               | Tinh hoa                                                                                        | "Có không giữ mất đừng tìm" & "Gene" (Bùi Công Nam, Binz, Jun Phạm, APJ, Charles)                                                     | Jun Phạm                                                              | 1850                                                                  | 1850                                                                  | 1850                                                                  | 1850                                                                  | Thắng                                                                 | Thắng                                                                 |
| 2                                                                                               | Tinh hoa                                                                                        | "Có không giữ mất đừng tìm" & "Gene" (Bùi Công Nam, Binz, Jun Phạm, APJ, Charles)                                                     | BB Trần                                                               | 1850                                                                  | 1850                                                                  | 1850                                                                  | 1850                                                                  | Thắng                                                                 | Thắng                                                                 |
| 2                                                                                               | Tinh hoa                                                                                        | "Có không giữ mất đừng tìm" & "Gene" (Bùi Công Nam, Binz, Jun Phạm, APJ, Charles)                                                     | S.T Sơn Thạch                                                         | 1850                                                                  | 1850                                                                  | 1850                                                                  | 1850                                                                  | Thắng                                                                 | Thắng                                                                 |
| Tiết mục khách mời                                                                              |                                                                                                 | |                                                                       |                                                                       |                                                                       |                                                                       |                                                                       |                                                                       |                                                                       |
| Bài hát biểu diễn (Tác giả)                                                                     | Bài hát biểu diễn (Tác giả)                                                                     | Bài hát biểu diễn (Tác giả) | Nghệ sĩ biểu diễn                                                     | Nghệ sĩ biểu diễn                                                     | Nghệ sĩ biểu diễn                                                     | Nghệ sĩ biểu diễn                                                     | Nghệ sĩ biểu diễn                                                     | Nghệ sĩ biểu diễn                                                     | Nghệ sĩ biểu diễn                                                     |
| "Đổi thay", "Lặng thầm" & "Đùa anh đau đấy" (Nguyễn Hoàng Duy, Tuno)                            | "Đổi thay", "Lặng thầm" & "Đùa anh đau đấy" (Nguyễn Hoàng Duy, Tuno)                            | "Đổi thay", "Lặng thầm" & "Đùa anh đau đấy" (Nguyễn Hoàng Duy, Tuno)                                                                  | Noo Phước Thịnh                                                       | Noo Phước Thịnh                                                       | Noo Phước Thịnh                                                       | Noo Phước Thịnh                                                       | Noo Phước Thịnh                                                       | Noo Phước Thịnh                                                       | Noo Phước Thịnh                                                       |
| Vòng đấu thứ hai: "Tôi"                                                                         |                                                                                                 | |                                                                       |                                                                       |                                                                       |                                                                       |                                                                       |                                                                       |                                                                       |
| Thứ tự                                                                                          | Tên nhà lớn                                                                                     | Bài hát biểu diễn (Tác giả) | Thành viên                                                            | Điểm                                                                  | Điểm                                                                  | Điểm                                                                  | Điểm                                                                  | Kết quả vòng đấu                                                      | Kết quả vòng đấu                                                      |
| 1                                                                                               | Tinh hoa                                                                                        | "Superstar" (Soobin, Kay Trần, S.A. Milo, Charles, Touliver, MastaL, Hà Trà Đá, Duy Sơn)                                              | Phan Đinh Tùng                                                        | 1600                                                                  | 1600                                                                  | 1600                                                                  | 1600                                                                  | Nguy hiểm                                                             | Nguy hiểm                                                             |
| 1                                                                                               | Tinh hoa                                                                                        | "Superstar" (Soobin, Kay Trần, S.A. Milo, Charles, Touliver, MastaL, Hà Trà Đá, Duy Sơn)                                              | Tuấn Hưng                                                             | 1600                                                                  | 1600                                                                  | 1600                                                                  | 1600                                                                  | Nguy hiểm                                                             | Nguy hiểm                                                             |
| 1                                                                                               | Tinh hoa                                                                                        | "Superstar" (Soobin, Kay Trần, S.A. Milo, Charles, Touliver, MastaL, Hà Trà Đá, Duy Sơn)                                              | Kiên Ứng                                                              | 1600                                                                  | 1600                                                                  | 1600                                                                  | 1600                                                                  | Nguy hiểm                                                             | Nguy hiểm                                                             |
| 1                                                                                               | Tinh hoa                                                                                        | "Superstar" (Soobin, Kay Trần, S.A. Milo, Charles, Touliver, MastaL, Hà Trà Đá, Duy Sơn)                                              | (S)TRONG Trọng Hiếu                                                   | 1600                                                                  | 1600                                                                  | 1600                                                                  | 1600                                                                  | Nguy hiểm                                                             | Nguy hiểm                                                             |
| 1                                                                                               | Tinh hoa                                                                                        | "Superstar" (Soobin, Kay Trần, S.A. Milo, Charles, Touliver, MastaL, Hà Trà Đá, Duy Sơn)                                              | Soobin                                                                | 1600                                                                  | 1600                                                                  | 1600                                                                  | 1600                                                                  | Nguy hiểm                                                             | Nguy hiểm                                                             |
| 1                                                                                               | Tinh hoa                                                                                        | "Superstar" (Soobin, Kay Trần, S.A. Milo, Charles, Touliver, MastaL, Hà Trà Đá, Duy Sơn)                                              | Kay Trần                                                              | 1600                                                                  | 1600                                                                  | 1600                                                                  | 1600                                                                  | Nguy hiểm                                                             | Nguy hiểm                                                             |
| 2                                                                                               | Thiếu nhi                                                                                       | "Quá là trôi" (Hà Lê, Đỗ Hoàng Hiệp, Binz, Rhymastic, Bùi Công Nam, Touliver)                                                         | Hà Lê                                                                 | 1900                                                                  | 1900                                                                  | 1900                                                                  | 1900                                                                  | Thắng                                                                 | Thắng                                                                 |
| 2                                                                                               | Thiếu nhi                                                                                       | "Quá là trôi" (Hà Lê, Đỗ Hoàng Hiệp, Binz, Rhymastic, Bùi Công Nam, Touliver)                                                         | Đỗ Hoàng Hiệp                                                         | 1900                                                                  | 1900                                                                  | 1900                                                                  | 1900                                                                  | Thắng                                                                 | Thắng                                                                 |
| 2                                                                                               | Thiếu nhi                                                                                       | "Quá là trôi" (Hà Lê, Đỗ Hoàng Hiệp, Binz, Rhymastic, Bùi Công Nam, Touliver)                                                         | Binz                                                                  | 1900                                                                  | 1900                                                                  | 1900                                                                  | 1900                                                                  | Thắng                                                                 | Thắng                                                                 |
| 2                                                                                               | Thiếu nhi                                                                                       | "Quá là trôi" (Hà Lê, Đỗ Hoàng Hiệp, Binz, Rhymastic, Bùi Công Nam, Touliver)                                                         | Thiên Minh                                                            | 1900                                                                  | 1900                                                                  | 1900                                                                  | 1900                                                                  | Thắng                                                                 | Thắng                                                                 |
| 2                                                                                               | Thiếu nhi                                                                                       | "Quá là trôi" (Hà Lê, Đỗ Hoàng Hiệp, Binz, Rhymastic, Bùi Công Nam, Touliver)                                                         | Rhymastic                                                             | 1900                                                                  | 1900                                                                  | 1900                                                                  | 1900                                                                  | Thắng                                                                 | Thắng                                                                 |
| 2                                                                                               | Thiếu nhi                                                                                       | "Quá là trôi" (Hà Lê, Đỗ Hoàng Hiệp, Binz, Rhymastic, Bùi Công Nam, Touliver)                                                         | Bùi Công Nam                                                          | 1900                                                                  | 1900                                                                  | 1900                                                                  | 1900                                                                  | Thắng                                                                 | Thắng                                                                 |
| Tập 15 – Chung kết 2 (19 tháng 10 năm 2024)                                                     |                                                                                                 | |                                                                       |                                                                       |                                                                       |                                                                       |                                                                       |                                                                       |                                                                       |
| Tiết mục đặc biệt                                                                               |                                                                                                 | |                                                                       |                                                                       |                                                                       |                                                                       |                                                                       |                                                                       |                                                                       |
| Thứ tự                                                                                          | Bài hát biểu diễn (Tác giả)                                                                     | Bài hát biểu diễn (Tác giả) | Nghệ sĩ biểu diễn                                                     | Nghệ sĩ biểu diễn                                                     | Nghệ sĩ biểu diễn                                                     | Nghệ sĩ biểu diễn                                                     | Nghệ sĩ biểu diễn                                                     | Nghệ sĩ biểu diễn                                                     | Nghệ sĩ biểu diễn                                                     |
| 1                                                                                               | "Em còn nhớ anh không?" (Hoàng Tôn, Neko Lê, HuyR)                                              | "Em còn nhớ anh không?" (Hoàng Tôn, Neko Lê, HuyR)                                                                                    | Thành Trung, Nguyễn Trần Duy Nhất, Neko Lê, Tăng Phúc, HuyR ft. Mỹ Mỹ | Thành Trung, Nguyễn Trần Duy Nhất, Neko Lê, Tăng Phúc, HuyR ft. Mỹ Mỹ | Thành Trung, Nguyễn Trần Duy Nhất, Neko Lê, Tăng Phúc, HuyR ft. Mỹ Mỹ | Thành Trung, Nguyễn Trần Duy Nhất, Neko Lê, Tăng Phúc, HuyR ft. Mỹ Mỹ | Thành Trung, Nguyễn Trần Duy Nhất, Neko Lê, Tăng Phúc, HuyR ft. Mỹ Mỹ | Thành Trung, Nguyễn Trần Duy Nhất, Neko Lê, Tăng Phúc, HuyR ft. Mỹ Mỹ | Thành Trung, Nguyễn Trần Duy Nhất, Neko Lê, Tăng Phúc, HuyR ft. Mỹ Mỹ |
| 2                                                                                               | "Chiếc lá tình yêu" (Bùi Anh Dũng, Phạm Khánh Hưng, Đăng Khôi, 7ean)                            | "Chiếc lá tình yêu" (Bùi Anh Dũng, Phạm Khánh Hưng, Đăng Khôi, 7ean)                                                                  | Hồng Sơn, Phạm Khánh Hưng, Đăng Khôi, Trương Thế Vinh, Liên Bỉnh Phát | Hồng Sơn, Phạm Khánh Hưng, Đăng Khôi, Trương Thế Vinh, Liên Bỉnh Phát | Hồng Sơn, Phạm Khánh Hưng, Đăng Khôi, Trương Thế Vinh, Liên Bỉnh Phát | Hồng Sơn, Phạm Khánh Hưng, Đăng Khôi, Trương Thế Vinh, Liên Bỉnh Phát | Hồng Sơn, Phạm Khánh Hưng, Đăng Khôi, Trương Thế Vinh, Liên Bỉnh Phát | Hồng Sơn, Phạm Khánh Hưng, Đăng Khôi, Trương Thế Vinh, Liên Bỉnh Phát | Hồng Sơn, Phạm Khánh Hưng, Đăng Khôi, Trương Thế Vinh, Liên Bỉnh Phát |
| Vòng đấu thứ ba: "Chúng ta"                                                                     |                                                                                                 | |                                                                       |                                                                       |                                                                       |                                                                       |                                                                       |                                                                       |                                                                       |
| Thứ tự                                                                                          | Tên nhà lớn                                                                                     | Bài hát biểu diễn (Tác giả) | Thành viên                                                            | Điểm                                                                  | Kết quả vòng đấu                                                      | Tổng số suất ra mắt                                                   | Điểm hỏa lực cá nhân                                                  | Kết quả                                                               |                                                                       |
| 1                                                                                               | Tinh hoa                                                                                        | "Mẹ yêu con" (Nguyễn Văn Tý, Binz, Soobin)                                                                                            | Bằng Kiều                                                             | 3220                                                                  | Thắng                                                                 | 9/17                                                                  | 508                                                                   | Thành công                                                            |                                                                       |
| 1                                                                                               | Tinh hoa                                                                                        | "Mẹ yêu con" (Nguyễn Văn Tý, Binz, Soobin)                                                                                            | Tự Long                                                               | 3220                                                                  | Thắng                                                                 | 9/17                                                                  | 712                                                                   | Thành công                                                            |                                                                       |
| 1                                                                                               | Tinh hoa                                                                                        | "Mẹ yêu con" (Nguyễn Văn Tý, Binz, Soobin)                                                                                            | Phan Đinh Tùng                                                        | 3220                                                                  | Thắng                                                                 | 9/17                                                                  | 214                                                                   | Không thành công                                                      |                                                                       |
| 1                                                                                               | Tinh hoa                                                                                        | "Mẹ yêu con" (Nguyễn Văn Tý, Binz, Soobin)                                                                                            | Tuấn Hưng                                                             | 3220                                                                  | Thắng                                                                 | 9/17                                                                  | 270                                                                   | Không thành công                                                      |                                                                       |
| 1                                                                                               | Tinh hoa                                                                                        | "Mẹ yêu con" (Nguyễn Văn Tý, Binz, Soobin)                                                                                            | Cường Seven                                                           | 3220                                                                  | Thắng                                                                 | 9/17                                                                  | 799                                                                   | Thành công                                                            |                                                                       |
| 1                                                                                               | Tinh hoa                                                                                        | "Mẹ yêu con" (Nguyễn Văn Tý, Binz, Soobin)                                                                                            | Jun Phạm                                                              | 3220                                                                  | Thắng                                                                 | 9/17                                                                  | 1087                                                                  | Thành công                                                            |                                                                       |
| 1                                                                                               | Tinh hoa                                                                                        | "Mẹ yêu con" (Nguyễn Văn Tý, Binz, Soobin)                                                                                            | BB Trần                                                               | 3220                                                                  | Thắng                                                                 | 9/17                                                                  | 556                                                                   | Thành công                                                            |                                                                       |
| 1                                                                                               | Tinh hoa                                                                                        | "Mẹ yêu con" (Nguyễn Văn Tý, Binz, Soobin)                                                                                            | S.T Sơn Thạch                                                         | 3220                                                                  | Thắng                                                                 | 9/17                                                                  | 580                                                                   | Thành công                                                            |                                                                       |
| 1                                                                                               | Tinh hoa                                                                                        | "Mẹ yêu con" (Nguyễn Văn Tý, Binz, Soobin)                                                                                            | Kiên Ứng                                                              | 3220                                                                  | Thắng                                                                 | 9/17                                                                  | 163                                                                   | Không thành công                                                      |                                                                       |
| 1                                                                                               | Tinh hoa                                                                                        | "Mẹ yêu con" (Nguyễn Văn Tý, Binz, Soobin)                                                                                            | (S)TRONG Trọng Hiếu                                                   | 3220                                                                  | Thắng                                                                 | 9/17                                                                  | 598                                                                   | Thành công                                                            |                                                                       |
| 1                                                                                               | Tinh hoa                                                                                        | "Mẹ yêu con" (Nguyễn Văn Tý, Binz, Soobin)                                                                                            | Soobin                                                                | 3220                                                                  | Thắng                                                                 | 9/17                                                                  | 1141                                                                  | Thành công                                                            |                                                                       |
| 1                                                                                               | Tinh hoa                                                                                        | "Mẹ yêu con" (Nguyễn Văn Tý, Binz, Soobin)                                                                                            | Kay Trần                                                              | 3220                                                                  | Thắng                                                                 | 9/17                                                                  | 1121                                                                  | Thành công                                                            |                                                                       |
| 2                                                                                               | Thiếu nhi                                                                                       | "Dòng thời gian" (Nguyễn Hải Phong, Đinh Tiến Đạt, Tiến Luật, Hà Lê, Thanh Duy, Binz, Thiên Minh, Rhymastic, Bùi Công Nam, Duy Khánh) | Đinh Tiến Đạt                                                         | 3170                                                                  | Thua                                                                  | 8/17                                                                  | 346                                                                   | Thành công                                                            |                                                                       |
| 2                                                                                               | Thiếu nhi                                                                                       | "Dòng thời gian" (Nguyễn Hải Phong, Đinh Tiến Đạt, Tiến Luật, Hà Lê, Thanh Duy, Binz, Thiên Minh, Rhymastic, Bùi Công Nam, Duy Khánh) | Tiến Luật                                                             | 3170                                                                  | Thua                                                                  | 8/17                                                                  | 352                                                                   | Thành công                                                            |                                                                       |
| 2                                                                                               | Thiếu nhi                                                                                       | "Dòng thời gian" (Nguyễn Hải Phong, Đinh Tiến Đạt, Tiến Luật, Hà Lê, Thanh Duy, Binz, Thiên Minh, Rhymastic, Bùi Công Nam, Duy Khánh) | Hà Lê                                                                 | 3170                                                                  | Thua                                                                  | 8/17                                                                  | 256                                                                   | Không thành công                                                      |                                                                       |
| 2                                                                                               | Thiếu nhi                                                                                       | "Dòng thời gian" (Nguyễn Hải Phong, Đinh Tiến Đạt, Tiến Luật, Hà Lê, Thanh Duy, Binz, Thiên Minh, Rhymastic, Bùi Công Nam, Duy Khánh) | Đỗ Hoàng Hiệp                                                         | 3170                                                                  | Thua                                                                  | 8/17                                                                  | 333                                                                   | Thành công                                                            |                                                                       |
| 2                                                                                               | Thiếu nhi                                                                                       | "Dòng thời gian" (Nguyễn Hải Phong, Đinh Tiến Đạt, Tiến Luật, Hà Lê, Thanh Duy, Binz, Thiên Minh, Rhymastic, Bùi Công Nam, Duy Khánh) | Thanh Duy                                                             | 3170                                                                  | Thua                                                                  | 8/17                                                                  | 561                                                                   | Thành công                                                            |                                                                       |
| 2                                                                                               | Thiếu nhi                                                                                       | "Dòng thời gian" (Nguyễn Hải Phong, Đinh Tiến Đạt, Tiến Luật, Hà Lê, Thanh Duy, Binz, Thiên Minh, Rhymastic, Bùi Công Nam, Duy Khánh) | Quốc Thiên                                                            | 3170                                                                  | Thua                                                                  | 8/17                                                                  | 563                                                                   | Thành công                                                            |                                                                       |
| 2                                                                                               | Thiếu nhi                                                                                       | "Dòng thời gian" (Nguyễn Hải Phong, Đinh Tiến Đạt, Tiến Luật, Hà Lê, Thanh Duy, Binz, Thiên Minh, Rhymastic, Bùi Công Nam, Duy Khánh) | Binz                                                                  | 3170                                                                  | Thua                                                                  | 8/17                                                                  | 866                                                                   | Thành công                                                            |                                                                       |
| 2                                                                                               | Thiếu nhi                                                                                       | "Dòng thời gian" (Nguyễn Hải Phong, Đinh Tiến Đạt, Tiến Luật, Hà Lê, Thanh Duy, Binz, Thiên Minh, Rhymastic, Bùi Công Nam, Duy Khánh) | Thiên Minh                                                            | 3170                                                                  | Thua                                                                  | 8/17                                                                  | 246                                                                   | Không thành công                                                      |                                                                       |
| 2                                                                                               | Thiếu nhi                                                                                       | "Dòng thời gian" (Nguyễn Hải Phong, Đinh Tiến Đạt, Tiến Luật, Hà Lê, Thanh Duy, Binz, Thiên Minh, Rhymastic, Bùi Công Nam, Duy Khánh) | Rhymastic                                                             | 3170                                                                  | Thua                                                                  | 8/17                                                                  | 592                                                                   | Thành công                                                            |                                                                       |
| 2                                                                                               | Thiếu nhi                                                                                       | "Dòng thời gian" (Nguyễn Hải Phong, Đinh Tiến Đạt, Tiến Luật, Hà Lê, Thanh Duy, Binz, Thiên Minh, Rhymastic, Bùi Công Nam, Duy Khánh) | Bùi Công Nam                                                          | 3170                                                                  | Thua                                                                  | 8/17                                                                  | 732                                                                   | Thành công                                                            |                                                                       |
| 2                                                                                               | Thiếu nhi                                                                                       | "Dòng thời gian" (Nguyễn Hải Phong, Đinh Tiến Đạt, Tiến Luật, Hà Lê, Thanh Duy, Binz, Thiên Minh, Rhymastic, Bùi Công Nam, Duy Khánh) | Duy Khánh                                                             | 3170                                                                  | Thua                                                                  | 8/17                                                                  | 325                                                                   | Không thành công                                                      |                                                                       |
| Tiết mục đặc biệt                                                                               |                                                                                                 | |                                                                       |                                                                       |                                                                       |                                                                       |                                                                       |                                                                       |                                                                       |
| Bài hát biểu diễn (Tác giả)                                                                     | Bài hát biểu diễn (Tác giả)                                                                     | Bài hát biểu diễn (Tác giả) | Nghệ sĩ biểu diễn                                                     | Nghệ sĩ biểu diễn                                                     | Nghệ sĩ biểu diễn                                                     | Nghệ sĩ biểu diễn                                                     | Nghệ sĩ biểu diễn                                                     | Nghệ sĩ biểu diễn                                                     | Nghệ sĩ biểu diễn                                                     |
| "Hỏa ca (Call Me by Fire)" & "Trái Đất tròn" (Charles, Hải Bột, Touliver, GRVITY, Tinle, SlimV) | "Hỏa ca (Call Me by Fire)" & "Trái Đất tròn" (Charles, Hải Bột, Touliver, GRVITY, Tinle, SlimV) | "Hỏa ca (Call Me by Fire)" & "Trái Đất tròn" (Charles, Hải Bột, Touliver, GRVITY, Tinle, SlimV)                                       | 33 anh tài                                                            | 33 anh tài                                                            | 33 anh tài                                                            | 33 anh tài                                                            | 33 anh tài                                                            | 33 anh tài                                                            | 33 anh tài                                                            |

## Thứ tự bị loại và bảng điểm hỏa lực
| Vòng thi             | Sân khấu ra mắt (Tập 1–2) | Sân khấu ra mắt (Tập 1–2) | Công diễn 1 (Tập 3–4) | Công diễn 2 (Tập 5–6) | Công diễn 2 (Tập 5–6) | Công diễn 3 (Tập 7–8) | Công diễn 3 (Tập 7–8) | Công diễn 4 (Tập 9–10) | Công diễn 4 (Tập 9–10) | Công diễn 5 (Tập 11–13) | Công diễn 5 (Tập 11–13) | Chung kết (Tập 14–15) | Chung kết (Tập 14–15) |
| Vòng thi             | Điểm tiết mục             | Điểm hỏa lực cá nhân      | Công diễn 1 (Tập 3–4) | Điểm tiết mục         | Điểm hỏa lực cá nhân  | Điểm tiết mục         | Điểm hỏa lực cá nhân  | Điểm tiết mục          | Điểm hỏa lực cá nhân   | Điểm tiết mục           | Điểm hỏa lực cá nhân    | Kết quả chung cuộc    | Điểm hỏa lực cá nhân  |
| Anh tài              | Kết quả                   | Kết quả                   | Kết quả               | Kết quả               | Kết quả               | Kết quả               | Kết quả               | Kết quả                | Kết quả                | Kết quả                 | Kết quả                 | Kết quả               | Kết quả               |
| -------------------- | ------------------------- | ------------------------- | --------------------- | --------------------- | --------------------- | --------------------- | --------------------- | ---------------------- | ---------------------- | ----------------------- | ----------------------- | --------------------- | --------------------- |
| Soobin               | 300 (1190)                | 780                       | Thăng cấp (1490)      | Thăng cấp (4620)      | 790                   | Thăng cấp (3530)      | —                     | Thăng cấp (3790)       | 1130                   | Thăng cấp (5560)        | 970                     | Gia tộc toàn năng     | 1141                  |
| Kay Trần             | 0 (1100)                  | 520                       | Thăng cấp (1060)      | Thăng cấp (3350)      | 750                   | Thăng cấp (3510)      | —                     | Thăng cấp (5620)       | 860                    | Thăng cấp (5560)        | 740                     | Gia tộc toàn năng     | 1121                  |
| Jun Phạm             | 300 (1170)                | 850                       | Thăng cấp (1660)      | Thăng cấp (2710)      | 1210                  | Thăng cấp (3530)      | —                     | Thăng cấp (3790)       | 690                    | Thăng cấp (5560)        | 860                     | Gia tộc toàn năng     | 1087                  |
| Binz                 | 300 (1290)                | 710                       | Thăng cấp (1680)      | Thăng cấp (2920)      | 290                   | Thăng cấp (3410)      | 610                   | Thăng cấp (6060)       | 540                    | Thăng cấp (4940)        | 650                     | Gia tộc toàn năng     | 866                   |
| Cường Seven          | 0 (440)                   | 230                       | Thăng cấp (1490)      | Thăng cấp (4620)      | 170                   | Thăng cấp (3530)      | —                     | Thăng cấp (3790)       | 680                    | Thăng cấp (5560)        | 690                     | Gia tộc toàn năng     | 799                   |
| Bùi Công Nam         | 0 (460)                   | 220                       | Thăng cấp (1750)      | Thăng cấp (2920)      | 430                   | Thăng cấp (3510)      | —                     | Thăng cấp (5620)       | 340                    | Thăng cấp (4940)        | 490                     | Gia tộc toàn năng     | 732                   |
| Tự Long              | 0 (830)                   | 160                       | Thăng cấp (1490)      | Thăng cấp (4620)      | 280                   | Thăng cấp (3530)      | —                     | Thăng cấp (3790)       | 630                    | Thăng cấp (5560)        | 420                     | Gia tộc toàn năng     | 712                   |
| (S)TRONG Trọng Hiếu  | 0 (300)                   | 230                       | Thăng cấp (760)       | Thăng cấp (3350)      | 220                   | Thăng cấp (3530)      | —                     | Thăng cấp (3790)       | 360                    | Thăng cấp (5560)        | 370                     | Gia tộc toàn năng     | 598                   |
| Rhymastic            | 0 (970)                   | 330                       | Thăng cấp (900)       | Thăng cấp (4620)      | 150                   | Thăng cấp (3410)      | 260                   | Thăng cấp (6060)       | 400                    | Thăng cấp (4940)        | 460                     | Gia tộc toàn năng     | 592                   |
| S.T Sơn Thạch        | 0 (810)                   | 450                       | Thăng cấp (1680)      | Thăng cấp (2920)      | 930                   | Thăng cấp (3510)      | —                     | Thăng cấp (5620)       | 270                    | Thăng cấp (5560)        | 350                     | Gia tộc toàn năng     | 580                   |
| Quốc Thiên           | 300 (1390)                | 540                       | Thăng cấp (650)       | Thăng cấp (4620)      | 210                   | Thăng cấp (3410)      | 290                   | Thăng cấp (6060)       | 560                    | Thăng cấp (4940)        | 440                     | Gia tộc toàn năng     | 563                   |
| Thanh Duy            | 0 (460)                   | 250                       | Thăng cấp (1750)      | Thăng cấp (2920)      | 420                   | Thăng cấp (3530)      | —                     | Thăng cấp (3790)       | 290                    | Thăng cấp (4940)        | 630                     | Gia tộc toàn năng     | 561                   |
| BB Trần              | 300 (880)                 | 880                       | Thăng cấp (1660)      | Thăng cấp (2710)      | 680                   | Thăng cấp (3510)      | —                     | Thăng cấp (5620)       | 370                    | Thăng cấp (5560)        | 400                     | Gia tộc toàn năng     | 556                   |
| Bằng Kiều            | 0 (470)                   | 130                       | Thăng cấp (1680)      | Thăng cấp (2920)      | 130                   | Thăng cấp (3470)      | 300                   | Thăng cấp (3680)       | 190                    | Thăng cấp (5560)        | 290                     | Gia tộc toàn năng     | 508                   |
| Tiến Luật            | 300 (960)                 | 760                       | Thăng cấp (900)       | Thăng cấp (4620)      | 340                   | Thăng cấp (3410)      | 780                   | Thăng cấp (6060)       | 650                    | Thăng cấp (4940)        | 390                     | Gia tộc toàn năng     | 352                   |
| Đinh Tiến Đạt        | 0 (340)                   | 210                       | Thăng cấp (900)       | Thăng cấp (4620)      | 150                   | Thăng cấp (3410)      | 210                   | Thăng cấp (6060)       | 320                    | Thăng cấp (4940)        | 380                     | Gia tộc toàn năng     | 346                   |
| Đỗ Hoàng Hiệp        | 0 (520)                   | 100                       | Thăng cấp (650)       | Thăng cấp (2710)      | 170                   | Thăng cấp (3470)      | 520                   | Thăng cấp (3680)       | 330                    | Thăng cấp (4940)        | 260                     | Gia tộc toàn năng     | 333                   |
| Duy Khánh            | 0 (710)                   | 440                       | Thăng cấp (1750)      | Thăng cấp (2920)      | 450                   | Thăng cấp (3410)      | 230                   | Thăng cấp (6060)       | 180                    | Thăng cấp (4940)        | 200                     | Top 23                | 325                   |
| Tuấn Hưng            | 300 (1260)                | 480                       | Thăng cấp (760)       | Thăng cấp (4620)      | 80                    | Thăng cấp (3530)      | —                     | Thăng cấp (3790)       | 210                    | Thăng cấp (5560)        | 190                     | Top 23                | 270                   |
| Hà Lê                | 0 (330)                   | 160                       | Thăng cấp (650)       | Thăng cấp (2710)      | 180                   | Được hồi sinh (3410)  | 150                   |                        |                        | Thăng cấp (4940)        | 180                     | Top 23                | 256                   |
| Thiên Minh           | 0 (470)                   | 260                       | Thăng cấp (1750)      | Thăng cấp (2920)      | 100                   | Thăng cấp (3510)      | —                     | Thăng cấp (5620)       | 350                    | Thăng cấp (4940)        | 310                     | Top 23                | 246                   |
| Phan Đinh Tùng       | 300 (1390)                | 440                       | Thăng cấp (1060)      | Thăng cấp (3350)      | 350                   | Thăng cấp (3470)      | 310                   | Thăng cấp (3680)       | 160                    | Thăng cấp (5560)        | 170                     | Top 23                | 214                   |
| Kiên Ứng             | 0 (230)                   | 260                       | Thăng cấp (650)       | Được hồi sinh (2710)  | 90                    |                       |                       |                        |                        | Thăng cấp (5560)        | 220                     | Top 23                | 163                   |
| Trương Thế Vinh      | 0 (530)                   | 370                       | Thăng cấp (1660)      | Thăng cấp (2710)      | 370                   | Thăng cấp (3470)      | 230                   | Thăng cấp (3680)       | 230                    | Loại (5560)             | 160                     |                       |                       |
| Tăng Phúc            | 0 (480)                   | 190                       | Thăng cấp (1060)      | Thăng cấp (3350)      | 170                   | Thăng cấp (3510)      | —                     | Thăng cấp (5620)       | 150                    | Loại (4940)             | 140                     |                       |                       |
| Liên Bỉnh Phát       | 0 (680)                   | 250                       | Thăng cấp (760)       | Thăng cấp (3350)      | 40                    | Thăng cấp (3510)      | —                     | Thăng cấp (5620)       | 130                    | Loại (4940)             | 90                      |                       |                       |
| Neko Lê              | 0 (510)                   | 380                       | Thăng cấp (1060)      | Thăng cấp (3350)      | 460                   | Thăng cấp (3510)      | —                     | Loại (5620)            | —                      |                         |                         |                       |                       |
| Đăng Khôi            | 0 (1150)                  | 220                       | Thăng cấp (1060)      | Thăng cấp (3350)      | 140                   | Thăng cấp (3530)      | —                     | Loại (3790)            | —                      |                         |                         |                       |                       |
| Nguyễn Trần Duy Nhất | 0 (440)                   | 200                       | Thăng cấp (760)       | Thăng cấp (3350)      | 200                   | Thăng cấp (3470)      | 220                   | Loại (3680)            | —                      |                         |                         |                       |                       |
| Phạm Khánh Hưng      | 0 (550)                   | 140                       | Thăng cấp (1660)      | Thăng cấp (2710)      | 80                    | Thăng cấp (3470)      | 50                    | Loại (3680)            | —                      |                         |                         |                       |                       |
| Hồng Sơn             | 0 (390)                   | 130                       | Thăng cấp (1680)      | Thăng cấp (2920)      | 90                    | Loại (3470)           | 110                   |                        |                        |                         |                         |                       |                       |
| HuyR                 | 0 (230)                   | 130                       | Thăng cấp (1660)      | Loại (2710)           | 40                    |                       |                       |                        |                        |                         |                         |                       |                       |
| Thành Trung          | 0 (1050)                  | 80                        | Thăng cấp (650)       | Loại (2710)           | 40                    |                       |                       |                        |                        |                         |                         |                       |                       |

- Anh tài nằm trong nhóm an toàn ở bất kì vòng công diễn nào.
- Anh tài nằm trong nhóm nguy hiểm của vòng công diễn nhưng an toàn nhờ điểm số cá nhân.
- Anh tài đã bị loại nhưng được hồi sinh nhờ bình chọn của các anh tài còn lại.
- Anh tài nằm trong nhóm nguy hiểm và bị loại.
- Anh tài không tham gia vòng thi do bị loại.
- Gia tộc toàn năng  Anh tài gia nhập "gia tộc anh tài toàn năng" và giành chiến thắng trong chương trình.
- Top 23  Anh tài gia nhập không thành công.

## Đón nhận

### Giai đoạn đầu
Ngô Thị Vân Hạnh – CEO của Yeah1 phát biểu về chương trình trên báo Thanh Niên.
Theo thống kê của Kompa, ngay từ lúc các anh tài được công bố, chương trình đã tạo được sức hút với khán giả khi liên tục lọt vào top những chương trình được thảo luận nhiều nhất trên mạng xã hội. Với việc Anh trai "say hi" – một chương trình có cùng chủ đề, nội dung và motif – lên sóng cùng thời điểm với chương trình này, nhiều khán giả dự đoán sẽ có sự cạnh tranh về mức độ phủ sóng lẫn tham vọng của các nhà sản xuất. Dù hai chương trình có nhiều nét giống, nhưng nhiều người nhận xét rằng các chương trình sẽ có những nét đặc biệt riêng để thu hút khán giả. Tuy vậy, việc nhiều nghệ sĩ tham gia cùng một chương trình có thể trở thành yếu tố bất lợi. Báo Người Lao Động lấy chương trình Chị đẹp đạp gió rẽ sóng của cùng nhà sản xuất Yeah1 làm ví dụ, khi mà việc quá nhiều chị đẹp góp mặt khiến khán giả phân tán sự chú ý. Mỗi nghệ sĩ đều có lượng khán giả, người hâm mộ riêng nên những cuộc tranh cãi, đấu tố nhau để bảo vệ thần tượng diễn ra liên tục, từ đó ảnh hưởng ít nhiều đến các nhà sản xuất.
SlimV – giám đốc âm nhạc nói về bài hát "Hỏa ca", báo Thanh Niên.
MV bài hát chủ đề "Hỏa ca" của chương trình ngay khi ra mắt đã nhận được nhiều sự ủng hộ và khen ngợi của khán giả. Đánh giá của Znews cho biết bên cạnh phần âm nhạc lôi cuốn, hấp dẫn cùng ca từ ý nghĩa, nội dung MV cũng được khán giả đánh giá cao, đồng thời việc cho tất cả anh tài góp giọng với thời lượng ngang nhau cũng là một điểm cộng lớn – dù đôi lúc kỹ xảo hơi giả trân và tạo hình của các nghệ sĩ được cho là khá sến sẩm. Báo Thanh Niên nhận định ca khúc được tạo ra bởi những âm thanh của sự hiện đại qua tiếng nhạc điện tử, sự gai góc, bản lĩnh của chiến binh thể hiện rõ qua màu nhạc rock cùng với những tâm tư, trăn trở của phái mạnh được khắc họa rõ nét hơn qua những âm thanh giao hưởng da diết. Lời bài hát được phân chia đồng đều cho 33 "anh tài", giúp từng người phô diễn lợi thế về giọng hát cũng như thể hiện màu sắc cá nhân. Báo điện tử của VTV cho biết bài hát được lấy chất liệu từ hành trình, cột mốc tuổi 30+ của các anh tài trong chương trình – những người đã vượt qua nhiều thử thách và chông gai trong sự nghiệp, cuộc sống. Các yếu tố lửa, cát, bò sát, ảo ảnh và cực quang là những cảm hứng để tạo thành một cảnh quay đặc biệt thể hiện những câu chuyện khác nhau đặc tả nên tinh thần đoàn kết của một thể thống nhất. Từng cá nhân khắc họa rõ hình ảnh tôi luyện chính mình và hợp thành một khối thống nhất đoàn kết. Tuy nhiên, quan điểm của phần lớn khán giả cho rằng MV của ca khúc này thắng thế hoàn toàn so với MV "The Stars" của chương trình Anh trai "say hi". Theo thống kê vào lúc 11:00 ngày 29 tháng 6, MV đã đạt gần 240.000 lượt xem và đứng hạng 23 trên bảng xếp hạng thịnh hành âm nhạc trên YouTube.
Biên kịch, Tiến sĩ văn hóa Đặng Thiếu Ngân phát biểu về chương trình trên báo Dân Trí.
Tập 1 sau khi lên sóng đã nhận được nhiều sự ủng hộ của khán giả nhờ cách dàn dựng tiết mục, sân khấu ấn tượng, những màn trình diễn kết hợp mới lạ. Streamer PewPew cho biết anh lẽ ra phải muốn bày tỏ điều gì đó ngay khi MV được ra mắt nhưng chỉ đến khi tập 1 công chiếu, bản thân anh mới vỡ oà và phải chia sẻ ngay trong đêm về sự xúc động của bản thân. Tương tự, nhiều khán giả nhận xét chương trình nhiều khả năng sẽ là chương trình đáng được xem dù mới chỉ lên sóng tập đầu tiên. Những màn tương tác, giao lưu có phần "diễn" gây tranh cãi của các nghệ sĩ nữ tại Chị đẹp đạp gió rẽ sóng cũng được cho là đã được khắc phục một cách rõ rệt trong chương trình này. Tập 1 của chương trình đã đạt top 1 rating trên kênh truyền hình VTV3, top 1 chủ đề thảo luận phổ biến nhất lĩnh vực âm nhạc trên mạng xã hội (trong vòng 24 giờ sau khi công chiếu), top 2 tìm kiếm thịnh hành trên Google, top 5 thịnh hành trên YouTube với gần 3,5 triệu lượt xem (tính đến 20:00 ngày 3 tháng 7). Sau hai tập, chương trình đã đứng đầu bảng xếp hạng chủ đề âm nhạc được thảo luận nhiều nhất trên mạng xã hội (theo YouNet Media); album đêm diễn đầu tiên của chương trình cũng đã đạt top 1 trên bảng xếp hạng của nhiều nền tảng âm nhạc trực tuyến như iTunes và Apple Music.
Nhạc sĩ Thụy Kha – nhà nghiên cứu và phê bình âm nhạc – bày tỏ sự thích thú về tiết mục Trống cơm trên báo Dân Trí.

Ở đêm công diễn đầu tiên, tiết mục "Trống cơm" do các anh tài của nhà Sao sáng thể hiện đã đạt top 1 thịnh hành trên YouTube Music sau 4 ngày phát hành. Theo đánh giá của nhiều khán giả, các nghệ sĩ không chỉ đơn thuần là thể hiện bài hát mà họ còn thổi hồn bản sắc văn hóa dân tộc Việt Nam vào tiết mục. Chưa dừng lại ở đó, nhiều khán giả còn cảm thấy bất ngờ với hình ảnh trang phục truyền thống cùng những điệu hò dân ca Bắc Bộ, những động tác võ cổ truyền và thể hiện đàn bầu của anh tài Soobin Hoàng Sơn, cùng với hình ảnh phất cờ, đánh trống của anh tài Tự Long. Theo thống kê của Kompa, phần trình diễn này cũng đứng thứ 3 trong top 10 chủ đề được quan tâm nhất trên mạng xã hội (tuần từ ngày 22 đến 28 tháng 7). Không những tạo nên trào lưu cover sôi nổi không chỉ trên các nền tảng mạng xã hội mà Trống cơm còn trở thành "bài mẫu" mới cho nhiều tiết mục biểu diễn trên các sân khấu. Bài hát cũng là ca khúc lan tỏa mạnh mẽ tinh thần văn hóa dân tộc thông qua những chia sẻ truyền cảm hứng của anh tài Tự Long:
“Ca khúc này nói về văn hóa. Văn hóa là bản chất, là cội nguồn của dân tộc. Phương diện văn hóa mà chúng tôi muốn kể đó chính là tiếp nối những giá trị truyền thống, chúng tôi muốn cho những người trẻ hiểu và tiếp cận nhiều hơn nữa, để thêm yêu vốn cổ của dân tộc. Lời bài Trống cơm chúng tôi không sửa. Nhưng có điều đặc biệt là chương trình cho chúng tôi sáng tác mới đến 49%. Tận dụng điều đó chúng tôi đã sáng tác thêm một đoạn để làm mới thêm giai điệu nhưng không mất đi bản sắc của ca khúc, bản sắc của dân tộc chúng mình. Khán giả của chúng tôi có thể là 6x, 7x, 8x hay 9x, nhưng cũng có thể là đối tượng 2000 trở lên. Nhưng họ vẫn sẽ thích nghe trống cơm và chúng tôi làm giàu thêm kho tàng văn hóa Việt Nam”.
Không dừng lại ở đó, theo thống kê, các hashtag có liên quan đến chương trình đã ghi nhận hơn 6 tỉ lượt xem trên toàn bộ các nền tảng mạng xã hội. Album vòng công diễn 1 đã đứng đầu bảng xếp hạng trên các nền tảng âm nhạc như Apple Music và iTunes. Trên nền tảng Spotify, các tiết mục trong chương trình thu hút hơn 695.000 lượt người nghe mỗi tháng. Sức hút của chương trình còn giúp cho các trang mạng xã hội của chương trình thu hút thêm lượng lớn khán giả theo dõi; trong đó, fanpage chính thức của chương trình đã có khoảng 200.000 người theo dõi sau 5 tập phát sóng, còn kênh TikTok chính thức cũng có hơn 150.000 người theo dõi trong vòng 1 tháng. Sức hút của chương trình thậm chí khiến giá quảng cáo trong chương trình tăng cao, còn nhà sản xuất liên tục nhận được lãi lớn.

#### Đánh giá
Biên kịch, Tiến sĩ văn hóa Đặng Thiếu Ngân phát biểu về chương trình trên báo Dân Trí.
Đánh giá của Đời sống Pháp luật nhận định đã rất lâu kể từ những mùa đầu tiên của Giọng hát Việt, Thần tượng âm nhạc Việt Nam hay Hòa âm ánh sáng, chưa có một chương trình nào phát trên đài truyền hình quốc gia mà lại hấp dẫn, ấn tượng và khiến khán giả ở mọi lứa tuổi cùng thưởng thức như chương trình này. Bài đánh giá cũng cho hay những thảo luận, bình luận từ khán giả về các anh tài, bài hát,... sau mỗi tập trên mạng xã hội cũng là một hình ảnh đã lâu mới có thể nhìn thấy lại lần nữa. Trong khi đó, viết trên báo điện tử Đảng Cộng sản Việt Nam, tác giả Anh Tuấn bình luận "chương trình đã thu hút sự chú ý của khán giả bởi những giá trị nghệ thuật và nhân văn mà một kênh truyền hình quốc gia cần làm trong kỷ nguyên số, đồng thời mở ra cơ hội để các nhà sản xuất hướng tới mục tiêu xa hơn là chung sức phát triển ngành công nghiệp văn hoá Việt Nam." Bài viết lấy hình ảnh danh thủ Hồng Sơn và nghệ sĩ Tự Long giơ tay chào kiểu quân đội và bắt nhịp hát Quốc ca cho các nghệ sĩ khác mở đầu chương trình làm ví dụ cho "bài học của tinh thần gương mẫu" và "nguồn cảm hứng mạnh mẽ, khơi dậy lòng tự hào dân tộc và ý thức cống hiến cho cộng đồng". Theo Tiền Phong, thông qua chương trình, những nghệ sĩ qua thời đỉnh cao tạo sức hút trở lại, và hàng loạt nghệ sĩ khác được nâng tầm sức hút.
Trần Hồng Hà – nhà báo, phó trưởng Ban Văn nghệ của Đài Truyền hình Việt Nam, chỉ đạo sản xuất chương trình – trao đổi với báo Thanh Niên.
Bên cạnh đó, VnExpress đánh giá các ca khúc một thời được làm mới, dàn dựng công phu, trình diễn trên sân khấu 360 độ là điểm thu hút của chương trình, và sự mới mẻ và năng lượng của người trẻ kết hợp kinh nghiệm của bậc đàn anh tạo tính gắn kết trong âm nhạc. Báo Dân Trí đánh giá chương trình không chỉ khẳng định chất lượng và hướng đi đúng đắn về nội dung mà còn cho thấy việc sáng tạo nội dung một cách nghiêm túc, không cần chiêu trò, không drama vẫn đi vào lòng người và tạo sức hút với khán giả. Theo Người Lao Động, kết quả cũng như điểm số của các anh tài trong các đêm công diễn trở nên "không cần thiết" vì điều quan trọng nhất mà khán giả nhận được từ chương trình là những tiết mục biểu diễn đậm chất nghệ thuật. Đây cũng là quan điểm của báo Sài Gòn Giải Phóng, với một bài việt nhận định chương trình đã tạo hiệu ứng lan tỏa ở cả tính giải trí lẫn tính nghệ thuật. Báo Tiền Phong cho rằng những giọng nam hay, thậm chí thuộc hàng hiếm trong chương trình xứng đáng có được những vị trí cao hơn trong nền âm nhạc Việt Nam.
Bản thân chương trình đã tạo ấn tượng tốt với các anh tài tham gia, Thành Trung đã có những chia sẻ sau khi dừng bước tại công diễn 2: 
Anh trai vượt ngàn chông gai mang đến cho tôi nhiều điều chưa từng có trong 20 năm trước đó. Tôi từng tham gia vô số game show nhưng chưa bao giờ được chăm chút hình ảnh như vậy. Vừa được thử sức ở một lĩnh vực hoàn toàn mới vừa được đứng trên sân khấu hoành tráng nhất trong các game show ở Việt Nam, lại có cơ hội làm việc với rất nhiều anh em với tôi là điều quá tuyệt vời.
Từ trước khi chương trình bắt đầu, tôi đã luôn nói với các anh em trong đại gia đình Anh trai vượt ngàn chông gai rằng chúng ta chỉ được chứ không có mất. Chúng tôi được quá nhiều thứ và chắc chắn khán giả nào cũng nhìn thấy. Nếu chúng tôi có mất thì có lẽ chỉ là mất thời gian bởi vì đây là chương trình cần rất nhiều thời gian, đã tham gia thì phải tập trung 100% sức lực để tập luyện vì các công diễn nối tiếp nhau. Các tiết mục đều là những màn trình diễn tập thể, cần sự nhuần nhuyễn của nhiều người nên không tập thì không thể đứng trên sân khấu.

Hành trình cùng hơn 30 người anh em của tôi đã khép lại nhưng những kỷ niệm, khoảnh khắc mà chương trình tạo ra sẽ là để đời cho riêng tôi, người thân của tôi và cả những khán giả yêu mến Thành Trung. Tôi đã làm được những điều mình chưa từng và rõ ràng không đến nỗi tệ. Tôi tin rằng vợ và các con sẽ tự hào về mình và tôi đã có thêm một trải nghiệm để dạy các con sau này về lòng dũng cảm, dám dấn thân trong cuộc sống.
Quốc Thiên cho biết, được đồng hành cùng 32 nghệ sĩ là trải nghiệm tuyệt vời trong hành trình hoạt động nghệ thuật, và cũng thừa nhận hành trình tham gia chưong trình đã mang anh đến gần với khán giả hơn, cũng như nâng cấp chuyên môn hơn về âm nhạc và học hỏi thêm về mảng trình diễn, vũ đạo:
Trước đây tôi cũng hay bị chê là hát thì hay mà không cảm xúc. Dù rằng có nhiều lúc tôi hát theo kiểu nức nở, hát mà muốn khóc cùng từng câu chữ luôn đó. Tuy nhiên, một số khán giả lại thích xem trình diễn hơn, họ bảo tôi không có tính giải trí, nhạt nhẽo quá, chẳng có gì đáng xem. Bây giờ, khi tham gia Anh trai vượt ngàn chông gai, tôi được khán giả đón nhận nhiều. Tôi luôn biết ơn vì điều đó.
Với Tăng Phúc, anh cho biết việc tham gia chương trình giúp anh có nhiều mối quan hệ trong công việc và học được nhiều kỹ năng mới và năng lực xử lý tình huống trong thời gian gấp rút:
Trước đây với tôi, để làm một tiết mục hoành tráng trong 1–2 ngày là rất khó. Nhưng sau khi tham gia chương trình, tôi thấy mình có thể làm được. Nếu sau này có gặp dự án nào với thời gian tương tự, tôi sẽ không phàn nàn. Tôi thấy bản thân thay đổi rất nhiều. Có những điều tôi nghĩ bản thân không làm được, nhưng trong chương trình tôi đã làm tốt.
Trước đây, tôi ít giao du nên không có nhiều bạn trong showbiz nhưng sau chương trình tôi biết và hiểu về họ hơn. Ở chung mấy tháng trời, tính cách cũng sẽ bộc lộ rõ. Có những người trước đó tôi chỉ nghe người ta nói và thậm chí không có ấn tượng tốt. Nhưng sau khi gặp, tôi thấy khác hẳn lời đồn. "Anh tài" nào trong chương trình cũng tốt bụng và dễ thương.

Có tâm thì mới có tầm, họ như thế nào thì mới tồn tại được trong giới đến bây giờ và được mọi người yêu quý. Mỗi người đều có năng lực và sở trường riêng của mình. Tất cả đều cố gắng và nỗ lực để mang đến những tiết mục hay cho khán giả.
Với Đinh Tiến Đạt, việc anh tham gia chương trình để viết tiếp những hoài bão còn dang dở và sống lại với đam mê:
Tôi tham gia chương trình để mọi người thấy mình vẫn còn "xài" được, vẫn còn khả năng cống hiến những đam mê của mình cho khán giả. Nhưng tôi vẫn thấy thú vị vì được quay trở lại công việc trước đây của một nghệ sĩ – điều mà tôi rất yêu thích.
Với Duy Khánh, anh tham gia chương trình với mong muốn thử sức trong vai trò một người trình diễn:
Tính chất công việc của tôi trước giờ chủ yếu là diễn xuất. Mỗi khi xem các ca sĩ vừa hát, nhảy, tương tác với khán giả, tôi thắc mắc làm sao họ cân bằng hết những điều đó cùng lúc. Tôi tham gia show để tìm câu trả lời.

### Giai đoạn sau
Mặc dù nội dung của chương trình vẫn được đánh giá là đặc sắc và nhân văn, nhưng thành tích và chỉ số lượt xem của Anh trai vượt ngàn chông gai có dấu hiệu giảm sút ở những tập phát sóng sau đó. Sau 5 tập phát sóng đạt trung bình khoảng 6 triệu lượt xem mỗi tập, từ tập 6 lượt xem bắt đầu giảm. Rating của chương trình cũng không còn giữ được top 1 như trước do bị một chương trình khác về âm nhạc vượt qua. Từ tập 7, chương trình còn lồng ghép thêm những hoạt động ngoại khóa khác nhau khiến thời lượng kéo dài lê thê, nhàm chán, không ăn nhập với nhau về nội dung, thậm chí không mang tinh thần của một chương trình về âm nhạc. Ngoài ra, những nội dung quảng cáo được chèn khá nhiều xuyên suốt thời lượng của nhiều tập phát sóng khiến khán giả không khỏi ngán ngẩm. Theo VTC News, chương trình có khá nhiều nhà tài trợ, điều này dẫn tới việc quảng cáo lộ liễu, thậm chí còn lấn át cả nội dung chính. 
Các tiết mục biểu diễn, đặc biệt là những tiết mục kết hợp giữa văn hóa truyền thống và màu sắc hiện đại trong đêm công diễn 4, chưa thực sự tạo hiệu ứng bùng nổ như mong đợi. Điểm số bình chọn cũng bị phản ánh là bất công, khi những nghệ sĩ không có chuyên môn ca hát như Tiến Luật nhận được điểm số cao hơn so với những nghệ sĩ thực lực khác. Bên cạnh đó, việc chương trình phải tạm ngừng phát sóng trong một vài thời điểm tuy là cần thiết nhưng cũng khiến sự quan tâm của khán giả bị gián đoạn và giảm nhiệt hơn.
Trên Dân Trí, một chuyên gia trong ngành sản xuất chương trình truyền hình nhận xét Anh trai vượt ngàn chông gai hướng đến tệp khán giả lớn tuổi, không phải là những nhóm khán giả trẻ "thích cày lượt xem", dẫn đến tình trạng sụt giảm lượt xem ở nửa sau của chương trình. Ngoài ra, các bài hát trong chương trình đa phần là các bài hát cũ hoặc âm nhạc văn hóa dân tộc khá kén người nghe, không phải xu hướng thưởng thức giải trí của khán giả thế hệ Z. Tuy vậy, chuyên gia này đánh giá cao Anh trai vượt ngàn chông gai ở tư duy hướng tới các giá trị truyền thống, đề cao văn hóa, lịch sử, bản sắc dân tộc, một đề tài không phải là xu hướng với giới trẻ nhưng lại giúp khán giả có cơ hội tiếp xúc và hiểu thêm về những nét đẹp của nghệ thuật truyền thống.

## Tranh cãi

### Bị tố đưa thông tin sai lệch
Vào cuối tháng 5 năm 2024, trang Facebook của ban nhạc Ngũ Cung đã đăng tải thông báo cho biết một chương trình truyền hình thực tế (mà theo xác nhận của nghệ sĩ guitar Trần Thắng với báo Dân Việt là chương trình Anh trai vượt ngàn chông gai) đã sử dụng hình ảnh, ấn phẩm (bao gồm video biểu diễn và các sản phẩm âm nhạc) mà không có sự cho phép của ban nhạc. Trong bài viết, Trần Thắng khẳng định điều này đang vi phạm nghiêm trọng đến quyền lợi của ban nhạc, trong đó có những tác phẩm đã được bảo hộ pháp luật. Theo thông tin chính thức của chương trình, Đỗ Hoàng Hiệp là thủ lĩnh kiêm sáng tác và là giọng ca chính của ban nhạc này; tuy nhiên ban nhạc cho biết họ chưa nhận được bất kỳ lời mời hay đề nghị hợp tác nào từ chương trình, trong khi nghệ sĩ được nhắc đến đã chủ động xin rời khỏi ban nhạc từ ngày 24 tháng 11 năm 2023. Ban nhạc cũng đề nghị chương trình gỡ bỏ ngay lập tức và điều chỉnh thông tin cho phù hợp với quyền lợi của ban nhạc.
Trao đổi với Dân Việt sau bài đăng của ban nhạc, Hoàng Hiệp cho biết không chia sẻ thêm về sự việc để tập trung cho chương trình; trong khi đại diện truyền thông cho biết đã nhận được thông tin về sự việc này. Nhà sản xuất sau đó đã đăng bài đính chính rằng Đỗ Hoàng Hiệp là một nghệ sĩ độc lập và không liên quan đến ban nhạc Ngũ Cung như những gì mà các clip giới thiệu trên các trang mạng xã hội chính thức của chương trình đã nói, cũng như anh cũng không phải là người sáng tác cho các ca khúc của ban nhạc này (trên văn bản đăng ký bản quyền tác giả). Nhà sản xuất còn cho biết thêm, họ đã cam kết xin phép sử dụng tác quyền nếu dùng các tác phẩm âm nhạc có liên quan đến Đỗ Hoàng Hiệp hay ban nhạc Ngũ Cung.

### Liên quan đến địa điểm ghi hình
Báo Đời sống và Pháp luật cho biết vào sáng ngày 30 tháng 5, các công nhân đang tiến hành tháo dỡ phần công trình trái phép, và hoạt động ghi hình chương trình Anh trai vượt ngàn chông gai tại trường quay này cũng đã tạm ngưng. Trước đó, vào ngày 22 tháng 5, Thanh tra xây dựng thành phố Thủ Đức đã ban hành quyết định tước giấy phép xây dựng 4,5 tháng đối với chủ đầu tư công trình số 41–49 đường An Phú (phường An Phú, thành phố Thủ Đức) do phát sinh hơn 1.164 m2 diện tích sai phạm. Chủ đầu tư cam kết hoàn thành tháo dỡ phần công trình sai phép trong vòng 30 ngày. Nhà sản xuất sau đó đã tiến hành tổ chức ghi hình ở một trường quay khác.

### Tranh cãi về kết quả và nghi vấn dàn xếp
Một trong những nghệ sĩ mà khán giả cảm thấy bức xúc về kết quả sau tập 1 là Đỗ Hoàng Hiệp, khi có màn trình diễn được đánh giá là nội lực, cảm xúc (với tiết mục solo "Trống vắng" và tiết mục "Đón bình minh" cùng nhóm "Anh tài sục sôi") nhưng chỉ nhận về 520 điểm, thấp nhất trong số ba thành viên của đội. Trên mạng xã hội, nhiều khán giả bất bình cho rằng điểm số thấp mà anh nhận được không phản ánh đúng chất lượng phần trình diễn cũng như thực lực của bản thân anh. Những tranh cãi này tiếp tục khiến cộng đồng đặt ra câu hỏi về tính công bằng, vì khán giả tại trường quay thường bình chọn cho những nghệ sĩ quen thuộc hoặc những tiết mục có vũ đạo thu hút mà bỏ qua yếu tố thanh nhạc.
Cũng trong tập này, khán giả phát hiện ra tổng điểm bình chọn giữa các nhóm có sự khác biệt – trong khi các nhóm khác nhận được tổng cộng 2960 điểm thì nhóm "Anh tài huyền thoại" chỉ nhận được tổng cộng 2950 điểm dù đều là 350 khán giả bình chọn, dẫn đến nghi ngờ ban tổ chức đã dàn xếp kết quả. Đại diện nhà sản xuất giải thích rằng điều này là do trong quá trình bình chọn, có một số khán giả tại trường quay bỏ phiếu trắng (không bình chọn cho anh tài nào trong tiết mục đó). Về nghi vấn khi người dẫn chương trình Anh Tuấn hai lần nhắc đến việc Kay Trần chỉ thua Soobin 9 phiếu bầu nhưng bảng điểm hiển thị khoảng cách giữa họ là 90, nhà sản xuất cho biết không có vấn đề gì, vì theo luật chơi, 1 phiếu bình chọn của khán giả ứng với 10 điểm, nên khoảng cách 9 phiếu ứng với 90 điểm.
Kết quả trình diễn của nhóm "Anh tài bí ẩn" (gồm Thanh Duy, Neko Lê, BB Trần, S.T Sơn Thạch và Trọng Hiếu) ở tập 2 của đêm concert khiến khán giả bất ngờ khi BB Trần giành điểm số cao nhất và nhận 300 điểm hỏa lực. Nhiều ý kiến cho rằng, tuy BB Trần đã có tiết mục tròn trịa, nỗ lực bước ra vùng an toàn để thể hiện khả năng mà anh chưa dám thử trước đây, nhưng về tổng thể, phần hát và trình diễn sân khấu của anh vẫn được coi là chưa quá xuất sắc, còn nhiều thiếu sót nếu so sánh với các tiết mục khác. Một số tiết mục khác trong tập 2 cũng khiến khán giả ít nhiều tranh cãi về kết quả bình chọn. Báo Tiền Phong cho rằng kết quả bình chọn và điểm số của các anh tài thể hiện sự "ưu ái người quen mặt" của khán giả tại trường quay, tương tự những gì mà mùa đầu tiên của Chị đẹp đạp gió rẽ sóng gặp phải.
Ở đêm công diễn đầu tiên, nhà Ngũ hành (Phạm Khánh Hưng, Trương Thế Vinh, Jun Phạm, BB Trần và HuyR) gây chú ý khi liên tục dẫn đầu trong suốt quá trình thi; tuy nhiên, sau lần chạy phiếu cuối cúng từ khán giả, vị trí dẫn đầu lại thuộc về nhà Xương rồng (Thanh Duy, Thiên Minh, Bùi Công Nam và Duy Khánh). Một số khán giả cho rằng tiết mục của nhóm BB Trần được dàn dựng nhiều màu sắc và khán giả bình chọn cảm thấy hay nên dẫn đầu; nhưng một bộ phận khác cho rằng phần hát của nhóm chưa đồng đều bằng các nhóm khác và việc duy trì số điểm cao như vậy thể hiện sự chấm điểm chủ quan của khán giả trường quay. Nhiều người đặt giả thuyết nhà sản xuất để 60 giây cho khán giả thay đổi kết quả bình chọn là sự can thiệp từ họ để kết quả không gây tranh cãi. Phần chấm điểm của khán giả tại trường quay cho tiết mục của nhà Sao sáng cũng khiến khán giả thắc mắc khi chỉ xếp hạng 4 chung cuộc về điểm số.
Đến đêm công diễn 3, tranh luận về điểm số của 350 khán giả trường quay tiếp tục được nhắc tới, trong đó có những chia sẻ từ chính các anh tài. Bản thân BB Trần bày tỏ sự hụt hẫng khi biết điểm số bị tụt hạng "không phanh", còn Trương Thế Vinh thất vọng vì "sự yêu mến của khán giả có vẻ đang sai". Điểm số bình chọn mà khán giả dành cho tiết mục của nhà Mứt gừng trong đêm diễn không khả quan khi chỉ xếp thứ ba chung cuộc; từ kết quả này mà Hồng Sơn đã phải chia tay chương trình. Đêm công diễn 4 chứng kiến tranh cãi xung quanh chiến thắng được cho là thiếu thuyết phục của Tiến Luật (nhà Trẻ) ở phần thi đơn, nhất là khi so sánh với Tuấn Hưng và S.T Sơn Thạch – những người được đánh giá cao hơn về khả năng hát và trình diễn. Tiền Phong cho rằng việc Tiến Luật đánh bại Tuấn Hưng, S.T Sơn Thạch và Phan Đinh Tùng đã chỉ ra sự bất cập của việc bình chọn tại chỗ; thậm chí nhiều khán giả để lại bình luận chỉ trích về cách bình chọn của các khán giả trường quay và yêu cầu loại họ ra khỏi chương trình.
Theo chia sẻ của nhà sản xuất chương trình, 350 khán giả bình chọn tại trường quay khác nhau về giới tính và độ tuổi, không đại diện cho bất kỳ ai hay khán giả đại chúng. Vì vậy, dù có bị điểm thấp hay thua cuộc trong chương trình, nhà sản xuất mong muốn các anh tài hiểu rằng điểm số đó chỉ là quan điểm cá nhân của khán giả tại trường quay. Nhưng theo báo Lao Động, những phiếu bình chọn của khán giả vẫn luôn là ẩn số, vì khán giả tại trường quay chỉ có thể theo dõi một tiết mục trong 3 phút chứ không biết được quá trình tập luyện, đóng góp và cống hiến của họ phía sau sân khấu.

### Sử dụng hình ảnh chưa xin phép
Vào ngày 8 tháng 8, nhà sản xuất chương trình lên tiếng xin lỗi vì đã sử dụng một hình nghệ thuật mà một khán giả đã vẽ cho nhà Sao sáng trong một đoạn clip hậu trường khi chưa được phép. Phía chương trình cho biết, ngay sau khi nhận được thông tin, họ đã nhanh chóng liên hệ chủ nhân bức vẽ để xin lỗi và đề xuất hướng giải quyết phù hợp nhưng chưa có phản hồi. Trước đó, tác giả của bức tranh đã đăng bài viết tố cáo chương trình trên trang cá nhân, cho biết tác phẩm này cũng được sử dụng để sản xuất đồ lưu niệm phục vụ kinh doanh. Nhiều ý kiến bênh vực chương trình nhận định phía tác giả cũng đã sai khi kinh doanh những sản phẩm có hình ảnh của thí sinh mà chưa có sự cho phép. Nhà sản xuất sau đó đã xóa video hậu trường có xuất hiện tác phẩm, còn tác giả tuyên bố ngừng bán các sản phẩm sử dụng hình ảnh liên quan đến chương trình.
Sau khi đêm hòa nhạc tại Thành phố Hồ Chí Minh kết thúc, ban tổ chức đã lên tiếng xin lỗi khi đã sử dụng hình ảnh nằm trong quảng cáo do Grey Picture – một công ty truyền thông có trụ sở tại Hà Nội – sở hữu để trình chiếu mà chưa có sự đồng ý và phê duyệt từ công ty. Nhà sản xuất sau đó đã ẩn toàn bộ hình ảnh liên quan trên hệ thống mạng xã hội và các trang thông tin khác của chương trình trong thời gian tìm được tiếng nói chung.

### Khả năng dẫn dắt của Khánh Vy
Là một trong hai người dẫn chương trình chính của Anh trai vượt ngàn chông gai, song Khánh Vy liên tục vấp phải những tranh cãi về khả năng dẫn dắt chương trình của mình. Trong tập 1 của podcast Tài – Thật – Thách – một chương trình bên lề của Anh trai vượt ngàn chông gai, cách trò chuyện của Khánh Vy với Kiên Ứng và Kay Trần nhận về những bình luận trái chiều của khán giả trên các nền tảng mạng xã hội. Cô không chỉ khiến khán giả cảm thấy hụt hẫng vì không khai thác được sự thú vị của khách mời mà ngược lại, nhiều ý kiến cho rằng cô đưa màu sắc cá nhân vào quá nhiều, thậm chí có những đoạn dẫn bị gồng quá mức khiến người xem không cảm nhận được sự chân thực của podcast. Ngoài ra, trong một tập Thử thách 5 phút với Neko Lê và Tăng Phúc, Khánh Vy cũng bối rối với đáp án "Bán kết" cho câu hỏi đố mẹo "Bán cái gì thì cần tới bốn bên đại diện?". Hay trong tập 7 của chương trình chính, khi Neko Lê nhận xét Duy Khánh "không phân biệt được bột nêm và bột ngọt", Khánh Vy cho rằng "bột nêm và bột ngọt là một" và chỉ phân biệt được sau khi được Neko Lê, Rhymastic và Tăng Phúc giải thích rằng người Bắc gọi "bột ngọt" là "mì chính".
Một bộ phận khán giả chỉ ra rằng lối dẫn của Khánh Vy được cho là chưa phù hợp với một chương trình giải trí, đôi lúc có cảm giác bị gượng, lạc quẻ và thiếu sự tự nhiên. Trong một bài viết mang tựa đề "Unpopular opinion" (quan điểm không phổ biến) được chia sẻ trên mạng xã hội, tác giả cho biết không thích sự "quăng miếng", "chen ngang lời người khác", không biết nói gì ngoài kịch bản có sẵn cũng như tông giọng của cô, đồng thời nhận định chung kết chỉ nên có Anh Tuấn làm người dẫn chương trình, còn đêm hòa nhạc sau chương trình thì không cần người dẫn. Khi bài viết trở nên phổ biến, nhiều bình luận nhắm tới khả năng dẫn dắt của Khánh Vy, trong đó hầu hết đều cho rằng cô đang phải "mặc một cái áo quá rộng".
Dù vấp phải nhiều tranh cãi nhưng theo Dân Việt, Khánh Vy cho thấy cô có sự cầu thị và nỗ lực hoàn thiện mình, trong đó việc cô nói "liên minh có điểm khiêm tốn nhất" thay vì "liên minh có điểm thấp nhất" khi muốn chỉ liên minh có nguy cơ bị loại đã được một số khán giả khen ngợi vì sự chăm chút cho lời dẫn của mình. Theo Hoa Học Trò, điều còn thiếu ở cô là kinh nghiệm và trải nghiệm – thứ mà Khánh Vy có thể tự giải quyết bằng chính tinh thần cầu thị của mình. Bản thân Neko Lê cho biết Khánh Vy đã hoàn thành tốt vai trò nắm rõ luật chơi và truyền tải thông tin đến 33 nghệ sĩ một cách trơn tru, dễ hiểu, đồng thời các anh tài trong chương trình đều trân trọng bản lĩnh, tài năng và sự lễ phép của cô.

### Tranh cãi khác
Ở tập 2 của chương trình, sau phần trình diễn của một số anh tài, Hoàng Oanh – một trong những người dẫn chương trình khách mời trong sân khấu ra mắt – đã có những hành động được nhận xét là quá lố, thậm chí là thiếu tinh tế, kém duyên, như công khai bày tỏ sự yêu mến với Binz, hay hô lớn bày tỏ cảm xúc với một số nhóm anh tài sau phần trình diễn của họ. Việc thể hiện sự sôi động một cách gượng gạo của cô bị khán giả cho là làm đứt mạch cảm xúc của các tiết mục trong chương trình.
Trước những thắc mắc của nhiều khán giả về việc không xuất hiện nhiều trong hậu trường và "nhà chung" của chương trình, Tuấn Hưng cho biết anh không tự ti với những gì đang có đến mức phải né tránh ống kính máy quay, mà vì ống kính chỉ có một nhưng phải hướng sự chú ý đến 33 anh tài nên anh muốn "lùi lại phía sau" để những nghệ sĩ trẻ hơn được lên hình nhiều hơn, giúp chương trình trở nên phong phú hơn. Sau đó, ở đêm công diễn 2, Tuấn Hưng bị nhận xét xuống phong độ, mờ nhạt khi thể hiện tiết mục "Những kẻ mộng mơ" cùng Soobin Hoàng Sơn và Quốc Thiên; thậm chí một số khán giả còn cho rằng anh mất giọng, phá ca khúc của đàn em, làm mất đi nét đẹp của tác phẩm. Ngày 16 tháng 8, Tuấn Hưng lên tiếng về những tranh luận liên quan đến anh, anh cho biết anh lấy đó là động lực để cố gắng và tiến bộ hơn.
Việc bổ sung hai giải thưởng phụ mới là "Anh tài 'mỏ hỗn'" và "Anh tài hạt nhài" khiến một bộ phận khán giả không đồng tình, cho rằng hai giải thưởng này khá kỳ lạ nếu so sánh với các hạng mục khác có giá trị về mặt chuyên môn. Ngoài ra, việc sử dụng các từ lóng "mỏ hỗn" (chỉ những người thẳng thắn, dám nói mọi điều họ suy nghĩ, đôi khi theo hướng xéo xắt) và "hạt nhài" (viết ngược của "hài nhạt", chỉ những người nói đùa nhưng không hài hước) để đặt tên cho giải thưởng cũng gây tranh cãi về tính nghiêm túc của các giải thưởng này. Đáp lại, nhà sản xuất cho biết hai giải thưởng phụ trên được công bố và trao giải dưới hình thức online trên fanpage của chương trình, đồng thời giải thích các từ "mỏ hỗn" và "hạt nhài" được sử dụng một cách thân thương và hài hước, không mang ý nghĩa tiêu cực áp đặt lên các anh tài.
Phần lập đội cho đêm công diễn 3 gây chú ý vì Bằng Kiều gặp khó khăn khi chiêu mộ thành viên vào đội của mình. Khi anh mời Trọng Hiếu, Kay Trần và Neko Lê, cả ba đều từ chối và mong anh thông cảm. Trái lại, S.T Sơn Thạch chiêu mộ được nhiều anh tài nổi bật gồm BB Trần, Bùi Công Nam, Liên Bỉnh Phát và Thiên Minh. Qua chia sẻ của S.T Sơn Thạch và BB Trần, Tuổi Trẻ nhận định rằng đã có một cuộc vận động ngầm vào đội của nhau giữa các anh tài trước thời điểm chia đội cho công diễn 3. Sau khi tập 7 lên sóng, nhiều khán giả tranh luận trên fanpage của chương trình về việc Bằng Kiều liên tục bị các anh tài khác từ chối. Trong khi nhiều bình luận mang tính thương xót cho đội của anh bị nhiều anh tài từ chối, một số ý kiến cho rằng việc chọn về với đội nào là quyền của mỗi anh tài.
Trước những luồng dư luận cho rằng tiết mục "Trái Đất ôm Mặt Trời" mà nhà Trẻ thể hiện ở vòng công diễn 3 có tạo hình và trang phục khá tương đồng với tiết mục "You Had Me at Hello" trong chương trình Anh trai "say hi", Hà Lê lên tiếng phủ nhận rằng tiết mục được ghi hình vào ngày 16 tháng 7, đồng thời khẳng định "không biết ai đạo ai" và nếu có thì "sẽ tìm những thứ đẳng cấp thế giới để đạo". Tuy nhiên, phản hồi của Hà Lê tiếp tục khiến nhiều khán giả băn khoăn, bởi vòng Live Stage 2 của Anh trai "say hi" (bao gồm cả tiết mục "You Had Me at Hello") được quay vào ngày 13 tháng 6, sớm hơn một tháng so với tiết mục của nhà Trẻ.